# 高山本線
高山本線（たかやまほんせん）は、岐阜県岐阜市の岐阜駅から高山駅、猪谷駅を経て富山県富山市の富山駅に至る鉄道路線（地方交通線）である。岐阜駅 - 猪谷駅（富山市）間は東海旅客鉄道（JR東海）、猪谷駅 - 富山駅間は西日本旅客鉄道（JR西日本）の管轄となっている。高山線とも呼ばれる。

## 概要

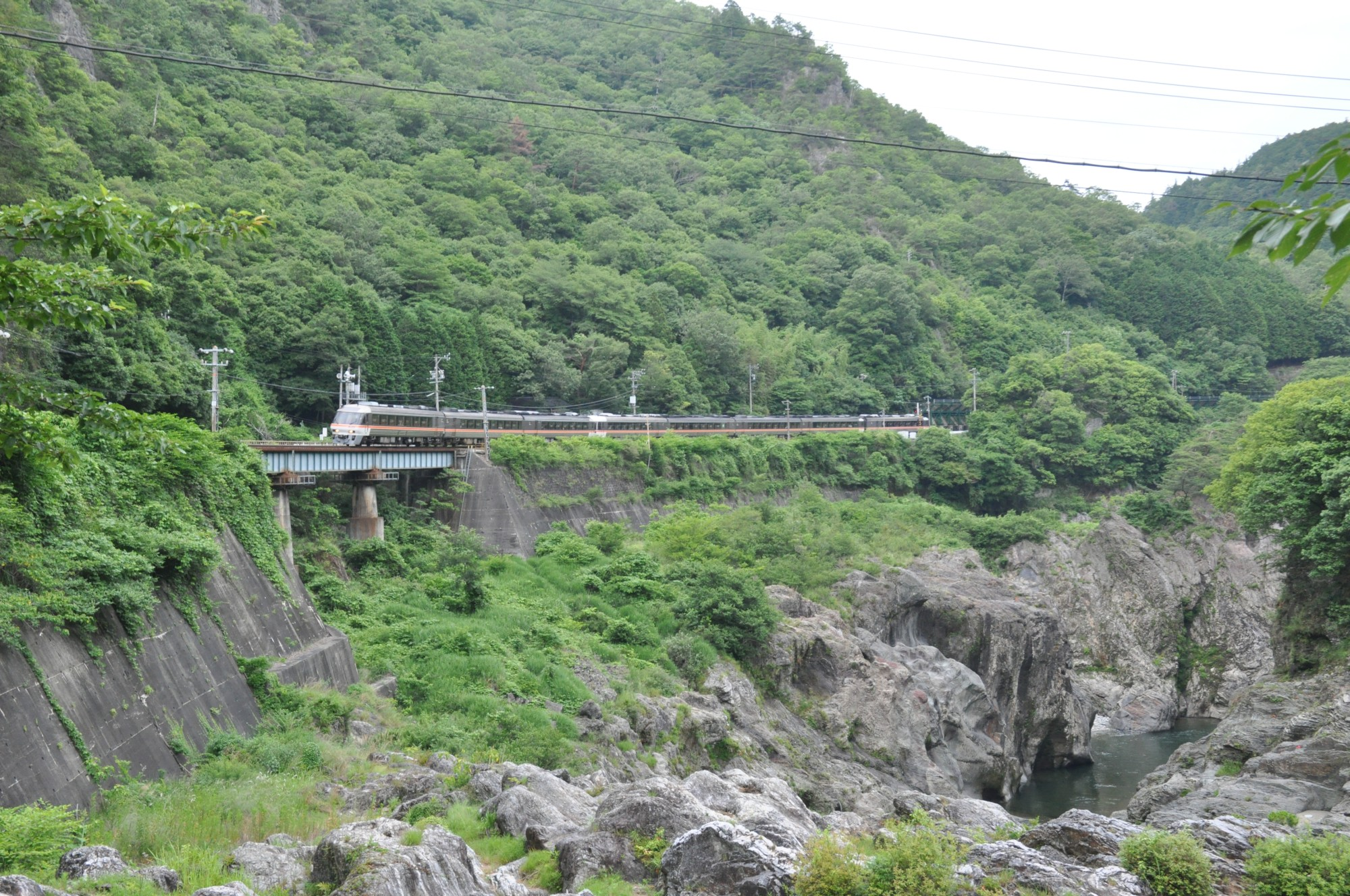
飛水峡より （上麻生駅-白川口駅間）

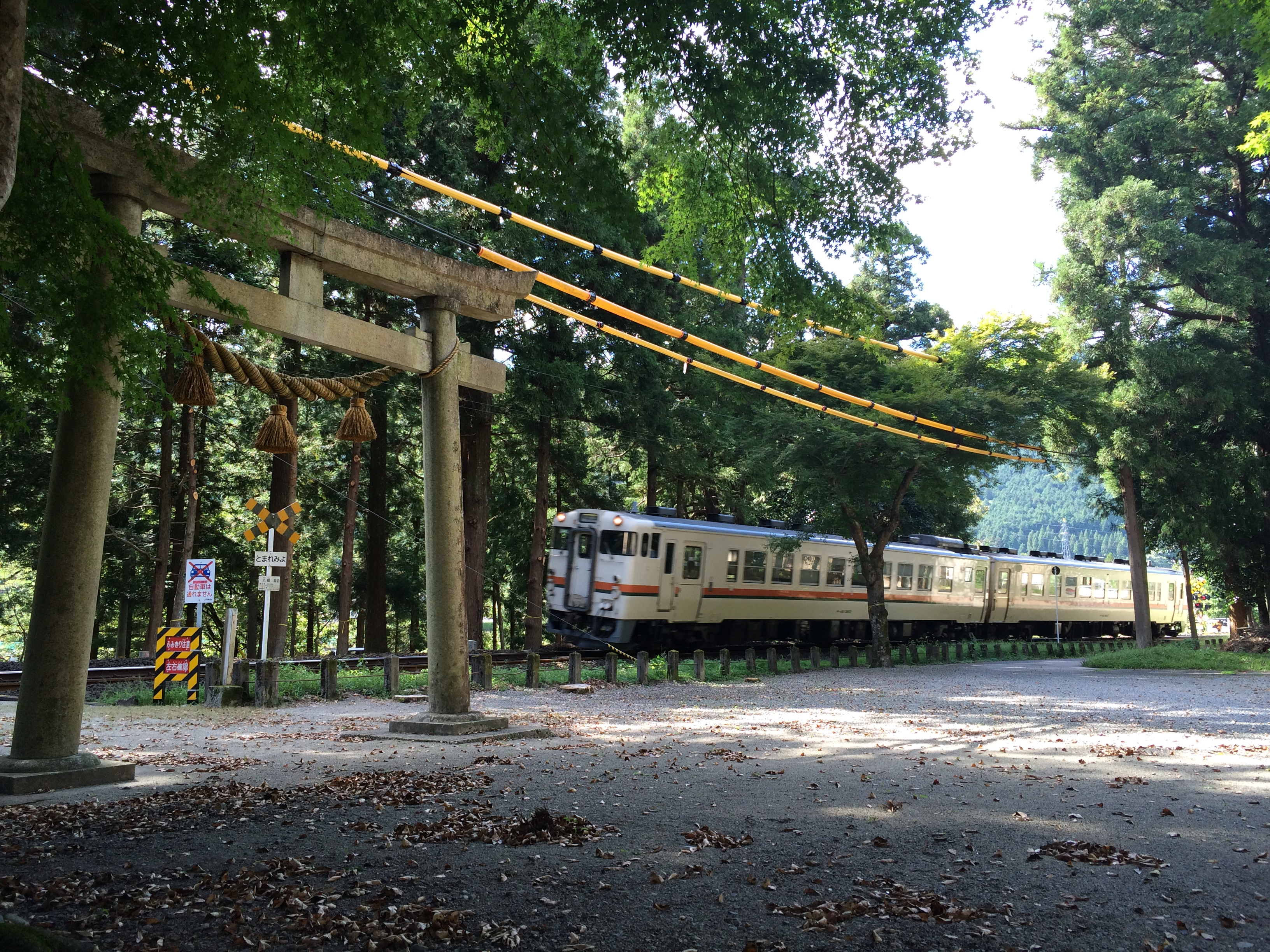
下原八幡神社境内 （飛騨金山駅-焼石駅間）

飛騨高地の山間を縫って岐阜市と富山市を結んでいるが、山間部あるいは盆地である岐阜県飛騨地方へのアクセス路線でもあり、下呂温泉や高山市、飛騨市への観光路線としての性格を持つ。岐阜駅 - 猪谷駅（構内を除く）間はJR東海の東海鉄道事業本部が、猪谷駅 - 富山駅間はJR西日本金沢支社の北陸広域鉄道部がそれぞれ管轄している。本州の「本線」では唯一、地方交通線に分類されている。
JRの前身である日本国有鉄道（国鉄）時代の1960年代に観光ブームにのって乗客が激増し、貨物輸送も沿線の開発に伴って増加したため、1960年代後半に蒸気機関車牽引列車の廃止とともに列車行き違い設備の増設や列車集中制御装置 (CTC) の導入といった輸送近代化が行われ、列車の増発が可能になった。国鉄分割民営化後は岐阜駅 - 高山駅間において行き違い可能駅で両開き分岐器（Y字ポイント）を110 km/hでの高速通過が可能な型に取り換えるなど、優等列車の高速運転が行えるように改良が行われている。
岐阜駅 - 富山駅間は本路線が鉄道での最短経路となるが、1960年代以降北陸トンネルの開通をはじめ北陸本線（当時）の電化・複線化・高速化が行われ電車特急が頻発されるようになったため、所要時間や利用機会（列車本数）は距離の長い米原駅経由が優位となった。1990年代に高山本線の特急「ひだ」がキハ85系に置き換えられスピードアップを果たし、所要時間では米原駅経由の特急「しらさぎ」とほぼ同等にまでなったが、2015年並びに2024年の北陸新幹線延伸開業により、乗り継ぎの必要は生じるものの、所要時間の面で再び米原駅経由が優位となっている。北陸本線の電化区間が富山駅まで達する前の1963年（昭和38年）までは、大阪方面からも距離は長くなるが岐阜駅で列車を乗り継ぎ高山本線を経由する方が富山駅までの所要時間が短いことがあった。
岐阜駅 - 鵜沼駅間では名古屋鉄道（名鉄）各務原線と並行している。同区間の距離における地方交通線の運賃表は200円区間を除き幹線と同一料率であり、名鉄より安い運賃になっている（2024年現在）。また岐阜駅 - 美濃太田駅間はIC乗車カード「TOICA」の利用エリアに含まれている。
2015年3月14日の北陸新幹線長野駅 - 金沢駅間開業により、並行在来線区間にあたる北陸本線金沢駅 - 直江津駅間はIRいしかわ鉄道・あいの風とやま鉄道・えちごトキめき鉄道の第三セクター鉄道3社に経営分離されたが、本路線の猪谷駅 - 富山駅間は引続きJR西日本が運営しており、大糸線のJR西日本区間（南小谷駅 - 糸魚川駅間）とともに、他のJR西日本の在来線と接続せず、新幹線とJR他社在来線のみに接続する区間となっている。新幹線の開業後、津幡駅 - 富山駅間の在来線には特急列車が設定されておらず、名古屋・岐阜と富山とを直接結ぶ列車は本路線の「ひだ」のみとなっている。
また、北陸新幹線延伸開業後は、東京 - 高山間の所要時間は「東京→（東海道新幹線）→名古屋→（ひだ）→高山」の経路と「東京→（北陸新幹線）→富山→（ひだ）→高山」の経路でほぼ同等となった。一方、神奈川県内からは依然として名古屋経由の方が所要時間・運賃料金ともに有利である。
山間部が多いため、台風や大雨の影響を受けやすく土砂崩れや橋脚が流されるなどして長期間の運休も多発している。

### 電化計画と頓挫
かつては電化計画もあった。高山本線は中京と北陸を結ぶ動脈であることから、観光ルートとして重視していた富山・石川・岐阜・愛知の4県は1964年（昭和39年）に「高山本線強化促進同盟会」を結成し、高山線の複線化・電化を要望し続けてきた。1980年（昭和55年）5月6日の国鉄理事会で全線225.8 kmの電化計画が決定され、翌7日、運輸大臣に認可が申請された。同年5月27日、高山駅構内で起工式が行われた。
工事計画では、西富山駅付近など沿線に18か所の変電所を設置し、全線を直流1500 Vで電化する計画で、架線設置だけでなくトンネルや各駅ホームの改修、線路の強化などの付帯工事も行われる計画だった。総工事費は約200億円と試算され、全額が利用債で賄われる計画で、1985年度（昭和60年度）の完成、電化開業を目指していた。
電化が完成した暁には山間地で機動力を発揮する振り子式電車が導入され、特急による岐阜 - 富山間の所要時間は4時間28分（1980年時点）から約4時間に短縮されるものと想定されていた。また高速化や利便性・快適性の向上だけでなく、東海道線・中央西線などの電化路線との車両の相互利用が可能になることや、近代化による誘客効果が高まること、北陸 - 中京間の交流強化も期待されていた。
車両は当時中央西線の特急「しなの」に使用されていた車両と同じ381系直流特急用振り子式車両の導入、および急行以下用は457系交直流急行形電車の再生産が計画されていたが、需要減や国鉄の財政逼迫から1985年ごろまでに電化計画そのものを取りやめ、駅構内などの線路改良と高性能気動車の導入に転換した。なお、沿線に420本の架線柱が設置されていたが、通信専用線電柱に転用された。その結果、特急列車に関してはJR移行後の新型車両キハ85系の導入によって従来の特急形電車と同等に近い性能となり、高山以南の所要時間は電化された場合と遜色がなく、振り子式車両特有の揺れも無いのでキハ85系導入当初は好評であった。しかし、2008年（平成20年）には東海北陸自動車道が全線開通し、さらには2019年（令和元年）に東海北陸道が愛知県一宮市の一宮ジャンクション (JCT) から高山市街地近くの飛騨清見インターチェンジ (IC) まで完全4車線化されたことにより、高速バス「ひだ高山号」との競争が激化している。

### 路線データ
- 管轄・路線距離（営業キロ）：全長225.8 km
  - 東海旅客鉄道（第一種鉄道事業者）：
    - 岐阜駅 - 猪谷駅間 189.2 km

  - 西日本旅客鉄道（第一種鉄道事業者）：
    - 猪谷駅 - 富山駅間 36.6 km

  - 日本貨物鉄道（第二種鉄道事業者）：
    - 猪谷駅 - 富山駅間 (36.6 km)
- 軌間：1067 mm
- 駅数：45（起終点駅含む）
  - JR東海：35（猪谷駅を除く）
  - JR西日本：10
    - 高山本線所属駅に限定した場合、東海道本線の岐阜駅が除外され[7]44駅（JR東海は34駅、JR西日本は10駅）となる。終点の富山駅はかつて北陸本線所属だったが、同線があいの風とやま鉄道に移管されたためJR線としての所属線は本路線になっている。
- 複線区間：なし（全線単線）
- 電化区間：なし（全線非電化）
- 閉塞方式：
  - 岐阜駅 - 猪谷駅間 …単線自動閉塞式
  - 猪谷駅 - 富山駅間 …自動閉塞式（特殊）
- 保安装置：
  - ATS-PT（岐阜駅 - 猪谷駅間）
  - ATS-SW（猪谷駅 - 富山駅間）
- 最高速度：
  - 岐阜駅 - 下麻生駅間 110 km/h[8]
  - 下麻生駅 - 高山駅間 100 km/h
  - 高山駅 - 富山駅間 85 km/h[9]
- 運転指令所：
  - 岐阜駅 - 猪谷駅間 東海総合指令所
  - 猪谷駅 - 富山駅間 金沢総合指令所（北陸広域鉄道部富山CTC）
- IC乗車カード対応区間：
  - TOICAエリア（JR東海）：岐阜駅 - 美濃太田駅間
  - ICOCAエリア（JR西日本）：なし

## 沿線概況
美濃太田駅以西は木曽川、久々野駅以南は支流の飛騨川（飛騨金山駅以北の飛騨地方での別称は益田川）、高山盆地南端の飛騨一ノ宮駅以北は神通川の飛騨地方の呼称である宮川、猪谷駅以北は神通川といった川にほぼ沿って路線が通っており、峡谷部を中心に多数の鉄橋やトンネルがある。久々野駅 - 飛騨一ノ宮駅間の宮峠（宮トンネル）が分水嶺となっている。沿線には日本ラインや飛水峡、中山七里など名所も多い。なお、これらは飛騨木曽川国定公園に指定されている。
美濃太田駅以西は国道21号、それより高山駅・富山駅方面はおおむね国道41号のルートに沿っているが、飛騨細江駅（飛騨市） - 猪谷駅（富山市）間では国道41号が飛騨市古川町と同市神岡町の境の数河峠を越える越中東街道沿いを通っているのに対し、高山本線は急勾配を避けるために宮川の流れに沿った越中西街道（国道471号・国道360号）沿いを通っている。
楡原駅 - 笹津駅間には、線路に面して白柵に囲われたスギがあるが、これは1947年に昭和天皇が戦後巡幸した際に植えたタテヤマスギである。後年、1958年10月に開催された富山国体、1969年5月に開催された全国植樹祭で富山県に行幸した際には、お召列車の車窓から自ら植えたスギを眺めている。

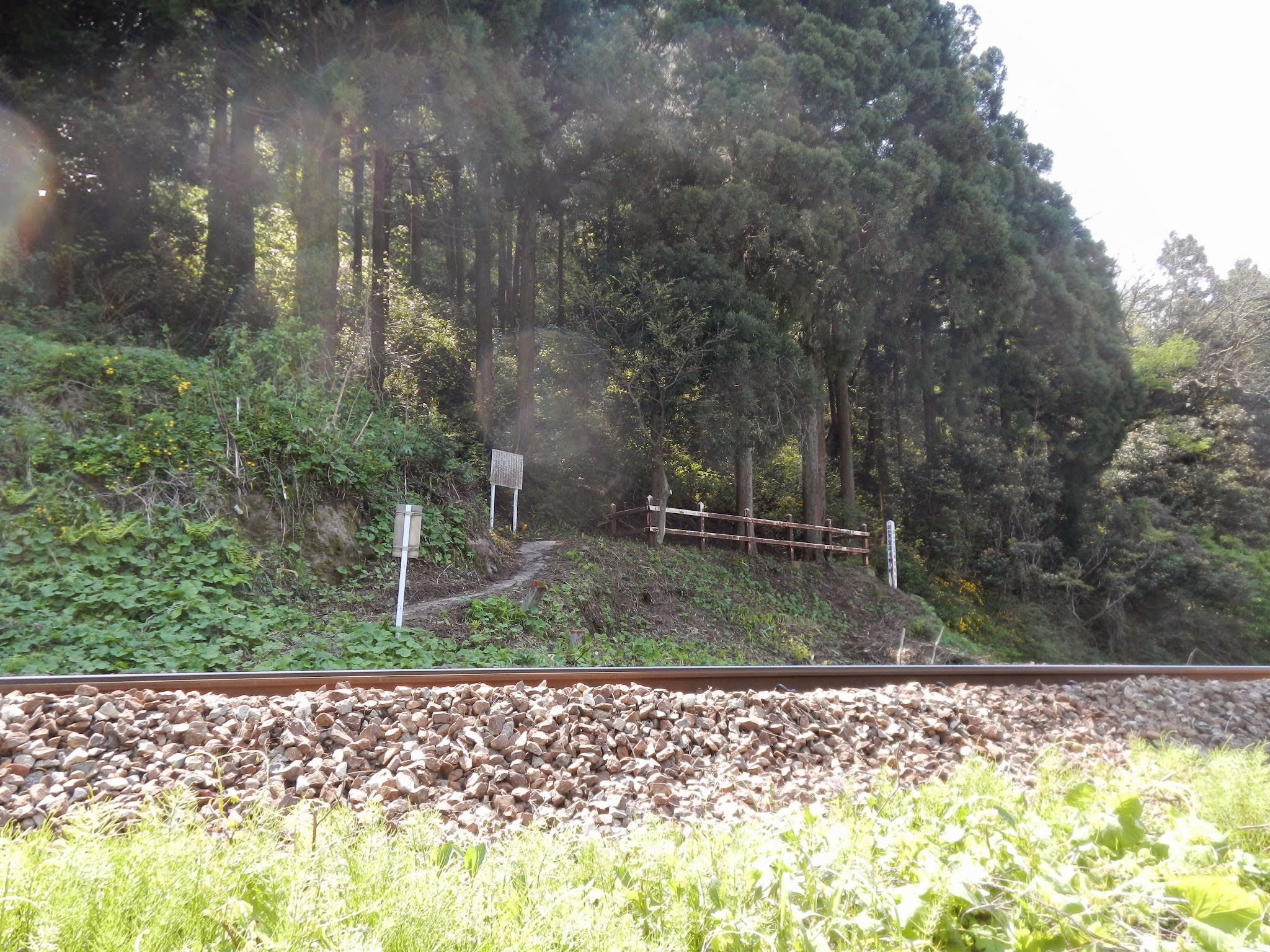
昭和天皇御手植えの杉（楡原駅 - 笹津駅間）

## 運行形態

### 優等列車

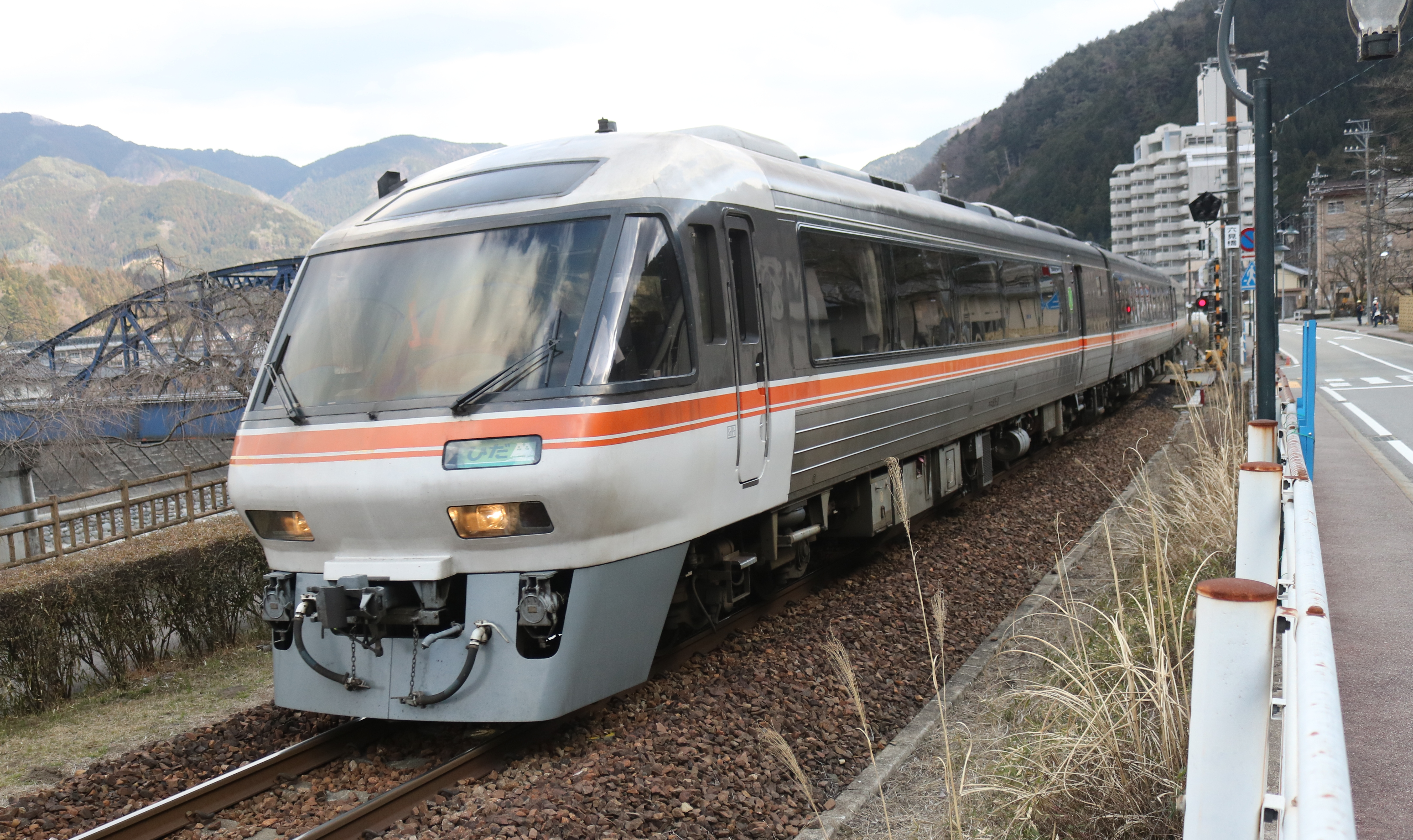
特急「ひだ」（下呂駅付近）

名古屋駅 - 高山駅・飛騨古川駅・富山駅間および大阪駅 - 高山駅間に特急「ひだ」が運転されている。うち1往復の大阪駅 - 高山駅間の列車は岐阜駅 - 高山駅間で名古屋駅発着列車と連結運転を行っている。車両は2022年7月1日より運行開始されたHC85系を使用している。「ひだ」が特急化された1968年10月1日から1990年3月9日まではキハ82系気動車が、1989年2月18日から2023年3月17日まで定期列車にはキハ85系気動車が使用されていた。
2001年9月30日までは、鵜沼駅 - 高山駅間では、名古屋鉄道神宮前駅からの特急「北アルプス」が1日1往復だけ運転されていた。「北アルプス」は一時期、富山駅までや、富山駅からさらに富山地方鉄道に乗り入れて立山駅まで運転されていたこともある。車両は1991年3月15日までは名鉄キハ8000系気動車、翌16日のダイヤ改正からは名鉄キハ8500系気動車が使用された。運行当初は準急として「たかやま」という列車名で運行された。
またかつては、名古屋駅発着の急行「のりくら」が1990年3月9日まで、大阪駅発着の「たかやま」が1999年12月3日まで運転されていたほか、名古屋駅 - 高山駅 - 富山駅 - 金沢駅 - 名古屋駅間に循環急行「しろがね」「こがね」が1972年まで運転されていた。また越美南線（現在の長良川鉄道）北濃に直通する急行「おくみの」も運転されていたが、「おくみの」は1982年11月15日のダイヤ改正で廃止された。また、「のりくら」は1984年1月31日まで夜行列車でも運転されていた。
これらの急行列車は、キハ58系気動車で運行され、名古屋第一機関区（現在の名古屋車両区）と美濃太田機関区（現在の美濃太田車両区）所属の車両が使用された。その後には「のりくら」は名古屋車両区所属の車両のみで運行され、「たかやま」は向日町運転所（後の京都総合運転所、現在の吹田総合車両所京都支所）が受け持つようになった。晩年の「たかやま」にはアコモ改造（接客設備の改良）された専用車両が投入された。
なお、飯田線・関西本線・紀勢本線などと異なり、首都圏発着の定期優等列車が乗り入れたことはない。臨時列車でもきわめて少ない。

### 地域輸送
普通列車はおおむね、美濃太田駅・高山駅・猪谷駅で運転系統が分かれている。国鉄時代から美濃太田駅 - 富山駅間、高山駅 - 富山駅間を通して走る列車も設定され、JR西日本のキハ120形が高山駅まで乗り入れていたが、2003年10月1日以後は猪谷駅を越えて直通運転を行う普通列車は設定されておらず、猪谷駅での接続が考慮されたダイヤとなっている。普通列車は全線でワンマン運転を実施している。JR東海のワンマン対応の車両は車掌乗務の列車でも通年で半自動ドア扱いを行っており、有人駅でも旅客がドア横のボタンを押してドアを開閉する。
過去には1991年3月から1997年10月まで岐阜駅 - 美濃太田駅間には、夜間に那加駅・各務ケ原駅・鵜沼駅に停車する快速（方向幕はグリーン、一部は太多線多治見駅直通）が存在した。また、国鉄時代から2023年3月18日ダイヤ改正前まで岐阜方面との高山発始発列車と高山行き最終列車は普通列車でありながら下呂駅 - 高山駅間は主要駅のみに停車していた。
そのほか、民営化前の1986年頃までは郵便車や荷物車が連結されて郵便荷物輸送も行われていた。1984年の神岡鉄道神岡線及び1986年の長良川鉄道越美南線の第三セクター移管前は両路線との直通列車が存在した。1982年頃までは普通列車でも東海道本線名古屋駅発着列車があり、富山発名古屋行きという列車も存在した。

#### 岐阜駅 - 美濃太田駅間
岐阜駅 - 美濃太田駅間は太多線の多治見駅までの直通列車もあり、沿線人口、利用客数ともに多い。美濃加茂市・各務原市から岐阜市および愛知県名古屋市への通勤・通学の重要路線でもあり、日中から夕方・夜にかけては1時間2本（30 - 40分間隔）運行されている。朝ラッシュ時の美濃太田駅 → 岐阜駅間のように1時間に4本運行されている時間帯もあり、高山本線内で最も列車密度の高い区間である。
岐阜駅から鵜沼駅までは名鉄各務原線が並走しており競合関係になっている。2021年10月30日ダイヤ改正以降、日中の本数は名鉄岐阜駅 - 三柿野駅（高山本線の最寄り駅は蘇原駅）間で1時間あたり4本あるものの、三柿野駅 - 新鵜沼駅間では2本となり高山本線と同等である。ただし高山本線は単線非電化で対向列車の遅れでダイヤが乱れやすいデメリットがあるものの、駅数やカーブが少ないことから標準所要時間では名鉄に比べて優位となることが多い。普通列車の最高速度は名鉄の100km/hより低く、95km/hである。岐阜駅（名鉄岐阜駅） - 鵜沼駅（新鵜沼駅）間の運賃はJRの方が若干安い。特定運賃の設定はない。民営化後は線路の改良や車両の性能向上が行われたため国鉄時代より各駅の利用者数は増加しているが、2019年現在も名鉄の駅ほどには及んでいない。
鵜沼駅 - 美濃太田駅 - 太多線可児駅間は犬山駅や西可児駅などを経由する名鉄（犬山線・広見線）とは直接並行せず、太多線に入るまで木曽川を渡らず北へ迂回するものの、停車駅が少なく直通列車があるためJRがやや優位となっている。こちらの本数は名鉄（日中は1時間あたり4本。新鵜沼駅発着の犬山線列車を含む）の約半数である。なお岐阜駅（名鉄岐阜駅） - 可児駅（新可児駅）の運賃はJRの方が安い。また、岐阜駅 - 可児駅間では相互に振替輸送の取り扱いがある。
2022年3月12日のダイヤ改正で、岐阜駅発の美濃太田行き最終普通列車の発車時刻を19分繰り上げ、23時40分となった。

#### 美濃太田駅 - 猪谷駅間
美濃太田駅 - 下呂駅 - 高山駅 - 飛騨古川駅間では1 - 3時間に1本の割合で運行されている。ただし7 - 8時台の下呂駅 → 高山駅間では通学対応のため約15分間隔の運行もある。2023年3月18日ダイヤ改正で下呂駅 - 高山駅間では早朝・深夜の普通列車（通過駅あり）を廃止する代わりに日中に1往復増発したため運行間隔が改善されたが、飛騨古川駅 - 猪谷駅間は午後に4時間ほど運行されない時間帯がある。岐阜駅・美濃太田駅 - 下麻生駅・白川口駅・飛騨金山駅・下呂駅間および下呂駅 - 高山駅間、高山駅 - 飛騨古川駅・坂上駅間などには区間運転列車もある。
県立益田清風高校の始業式・終業式・定期試験の日には昼過ぎに飛騨萩原駅 → 下呂駅間に上りのみ臨時列車が運転されたが、2023年3月18日のダイヤ改正で当該時間帯に普通列車が増発されたため、発展的に解消された。それ以外はさわやかウォーキングや沿線の祭りにあわせて、適宜臨時列車が運行される。ただし深夜 - 未明時間帯については、飛騨一宮水無神社の初詣のため、2000年代後半まで高山駅 - 久々野駅間に臨時列車が運行されていたが、それ以降は運転されていない。
車両は、JR東海管内の岐阜駅 - 下呂駅間では前節の太多線直通列車を含め、全列車にトイレ付き車両を連結するキハ75形とキハ25形が運用されており、後者は転換クロスシートの0番台とオールロングシートの1000番台が混用されている。キハ75形はドアステップがないため、ホームの低い下呂駅以北には乗り入れず、下呂駅 - 猪谷駅間はキハ25形のみの運用となる。多くの列車でワンマン運転が行われているが、車掌が乗務する列車もある。
JR東海管内においては2001年まで太多線と共にキハ58系気動車、2015年3月までキハ11形、2015年6月まではキハ40系もそれぞれ使用されていた。

#### 猪谷駅 - 富山駅間
猪谷駅 - 富山駅間と越中八尾駅 - 富山駅間の普通列車がほぼ交互に運行されている。このほか、速星駅 - 富山駅間の普通列車も朝に1往復あったが2023年3月18日ダイヤ改正で廃止された。
現在の運転間隔は、富山駅 - 越中八尾駅間で通勤時間帯（7時台の富山行きで4本など）を除き1 - 2時間に1本程度、越中八尾駅 - 猪谷駅では終日1 - 2時間に1本程度であるが、日中は約4時間運行間隔が開く。むしろ並行する富山地鉄の路線バスの本数がはるかに多い。
毎年9月1日から4日の朝までは富山市八尾町で開催される「おわら風の盆」の観光客輸送のため、富山駅 - 越中八尾駅間では午後から深夜にかけて、金沢総合車両所富山支所の車両をフル活用し、約10分に1本の割合で快速列車または普通列車が運行される。2003年から2010年までは特急列車「おわら号」が北陸本線経由で関西・福井・金沢方面から直通運転していた。
車両はキハ120系気動車の2両編成ワンマン運転が基本である。2011年3月11日まで日本全国で最後のキハ58系気動車も運転されていた。

##### 富山地区における社会実験
富山市が主体となって通年で行われている高山本線活性化事業の一環として、2006年から2011年までJR高山本線活性化社会実験を実施し、2006年10月21日から猪谷駅 - 富山駅間で第1期の社会実験として列車の増発が行われていた。この増発で、朝夕は越中八尾駅 - 富山駅間が上下毎時2本ずつ、猪谷駅 - 越中八尾駅間が上下毎時1本ずつ、日中でもほぼ上下毎時1本ずつ運転されていた。夜間については富山駅発23時台の上り列車も設定され、猪谷駅終着時刻が日付を跨ぐ形となった。なお2008年には時刻が繰り上げられ猪谷駅終着も当日中となったが、すべての実験が終了した2015年3月14日のダイヤ改正で富山駅発上り最終列車の時刻が繰り下げられ、猪谷駅終着が0時台となる列車が再び設定されている。引き続いて第2期の社会実験として2008年3月15日から2011年3月11日まで速星駅 - 西富山駅間の富山イノベーションパーク隣接地に臨時駅として婦中鵜坂駅を設置して需要の掘り起こしをすることになった。第2期の実験では増発区間が越中八尾駅 - 富山駅間のみとなるが日中も上下毎時2本ずつの運転となった。社会実験は2011年3月12日のダイヤ改正をもって終了し、日中の増発はなくなった。なお社会実験に合わせ開業した婦中鵜坂駅は2014年3月15日のダイヤ改正で常設化された。

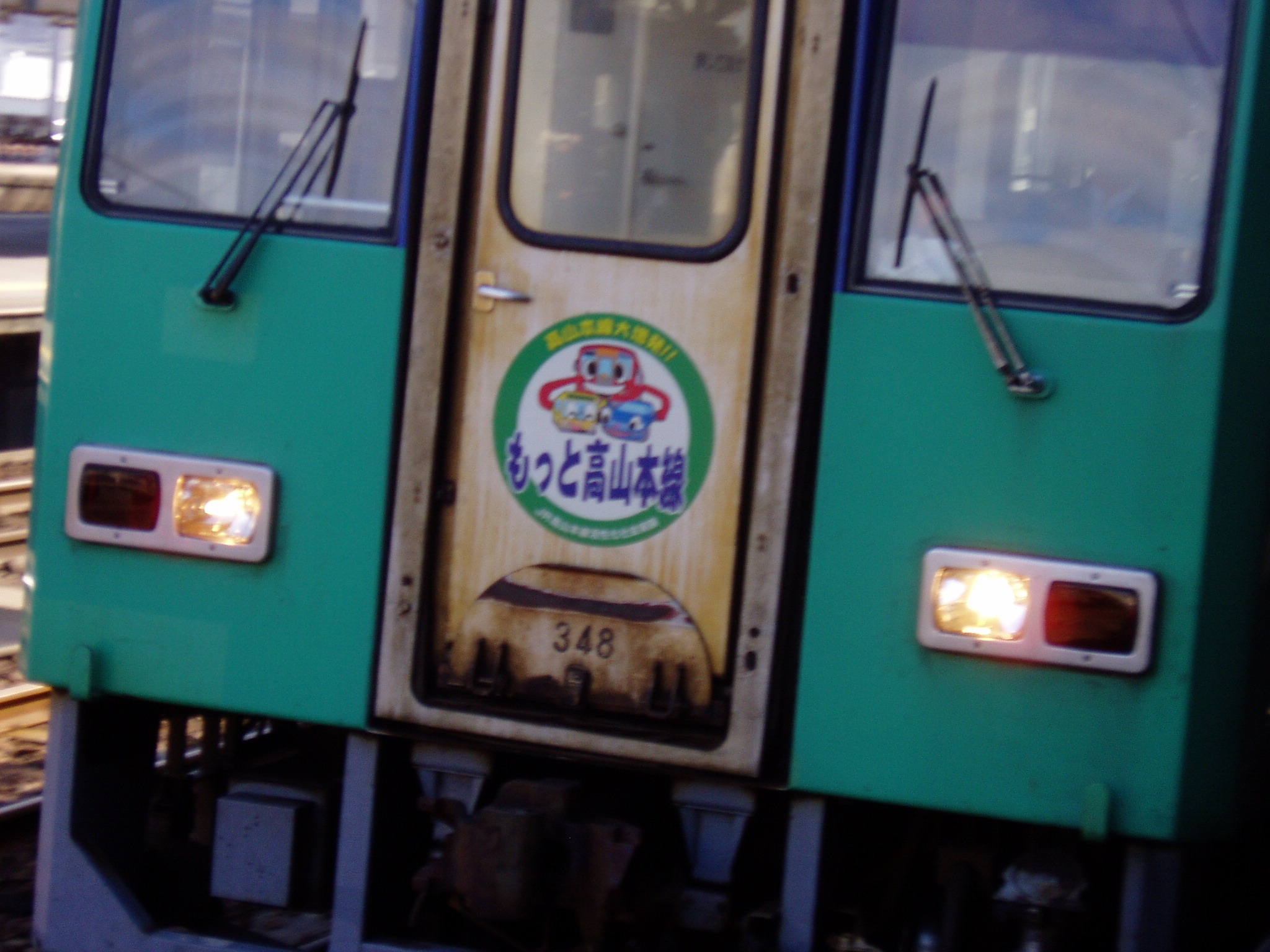
高山本線増発実験のロゴマーク

### 貨物列車
貨物列車は富山駅 - 速星駅間で運行されている。2019年3月改正時点では、速星駅発東海道本線川崎貨物駅行き、あいの風とやま鉄道線富山貨物駅発速星駅行きの高速貨物列車1日1往復である。愛知機関区のDD200形ディーゼル機関車牽引で運行されている。西富山駅は現在も車扱貨物の臨時取扱駅となっているが、1996年3月16日以降は発着する貨物列車がない。

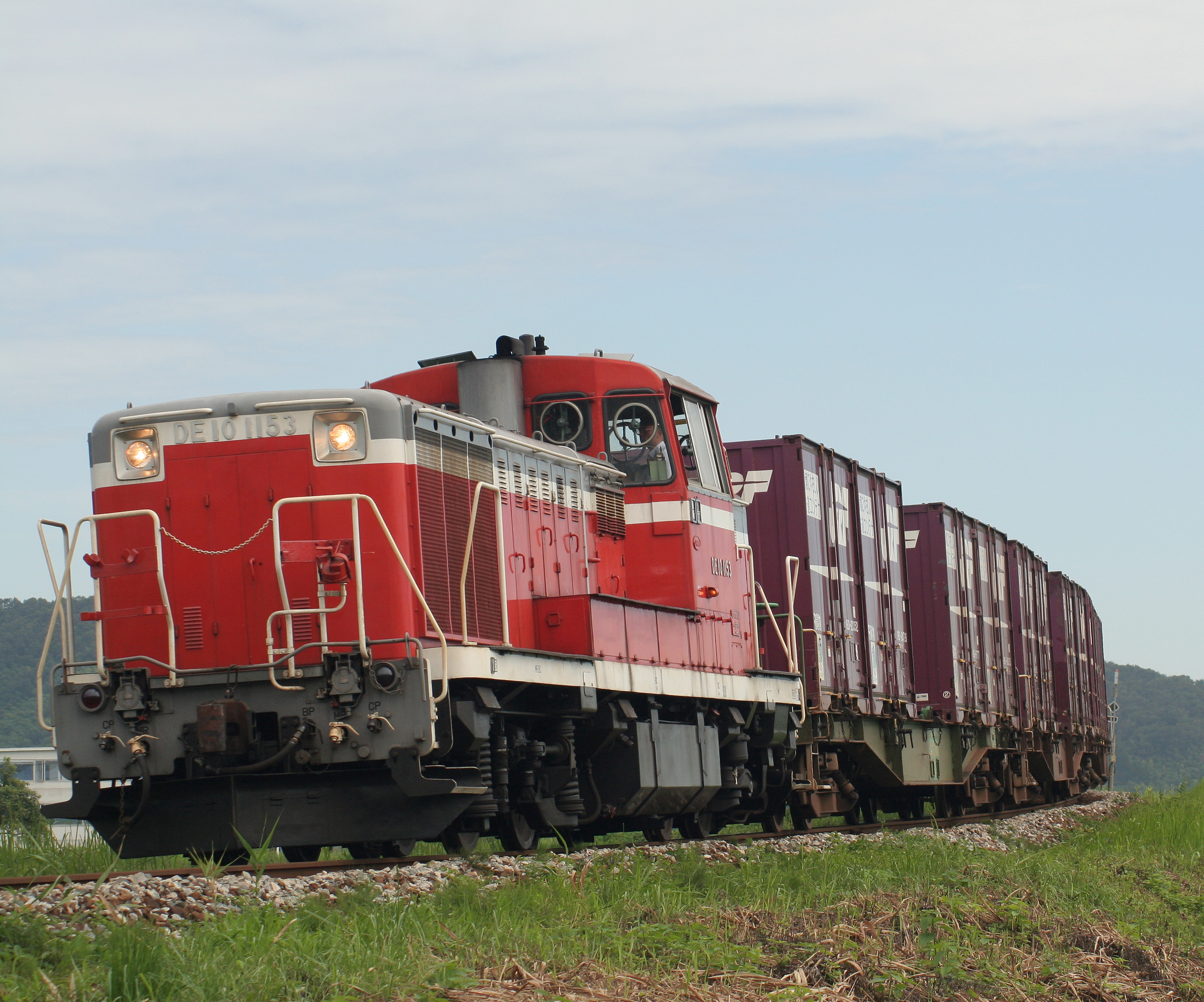
高山本線の貨物列車（2009年8月12日、西富山駅 - 婦中鵜坂駅間）

## 使用車両
全列車が気動車で運転されている。括弧内は所属車両基地である。
- 特急「ひだ」
  - HC85系[12]（JR東海名古屋車両区）
- 普通列車
  - キハ25形[32]（JR東海美濃太田車両区）- 岐阜 - 猪谷間
  - キハ75形[33]（JR東海美濃太田車両区）- 岐阜 - 下呂間
  - キハ120形[34]（JR西日本金沢車両区富山支所[35]）- 猪谷 - 富山間
  - キハ40系（JR西日本金沢車両区富山支所） - 猪谷 - 富山間、「おわら風の盆」開催時のみ
- 貨物列車
  - DD200形（JR貨物愛知機関区） - 速星 - 富山間

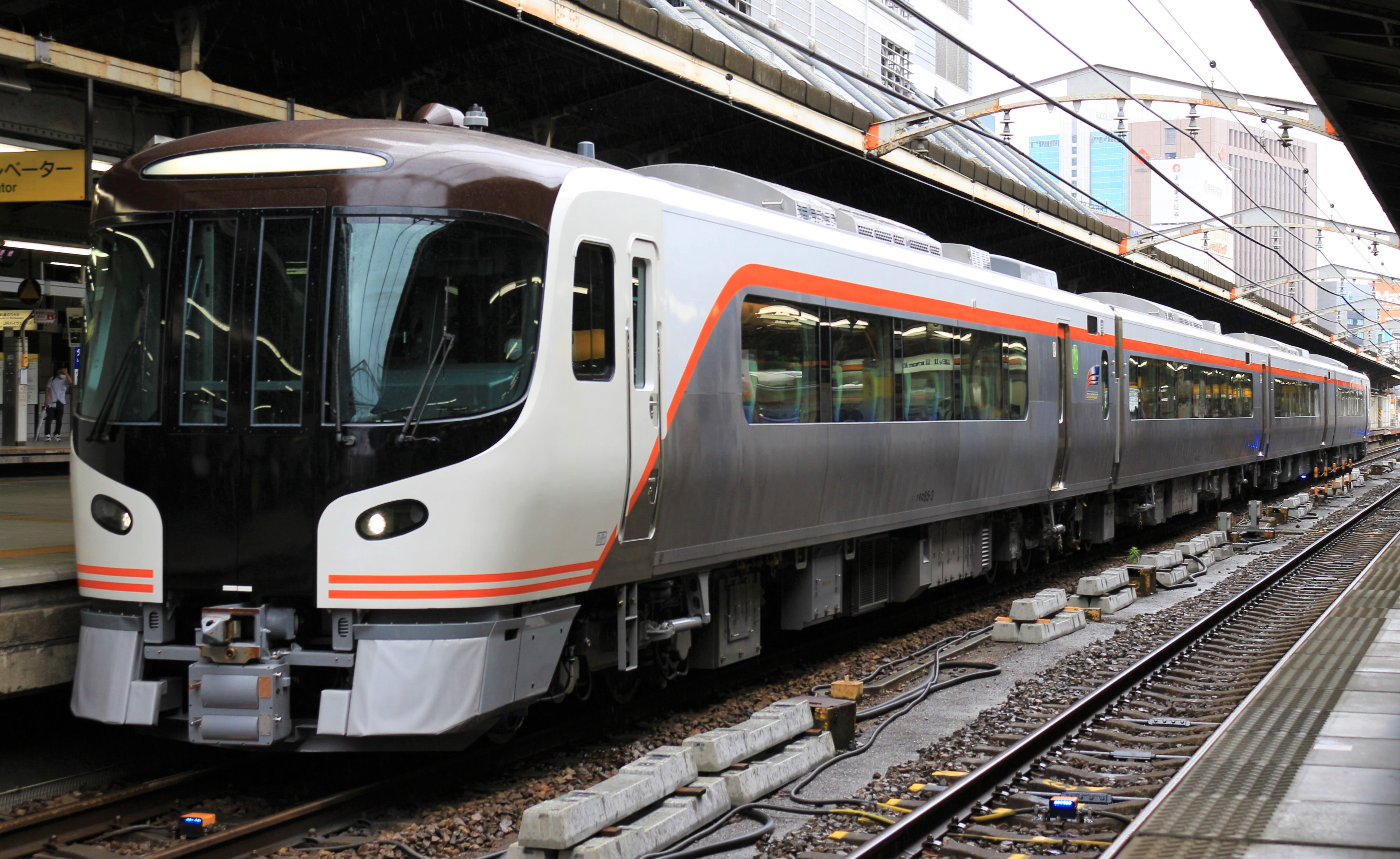
HC85系気動車
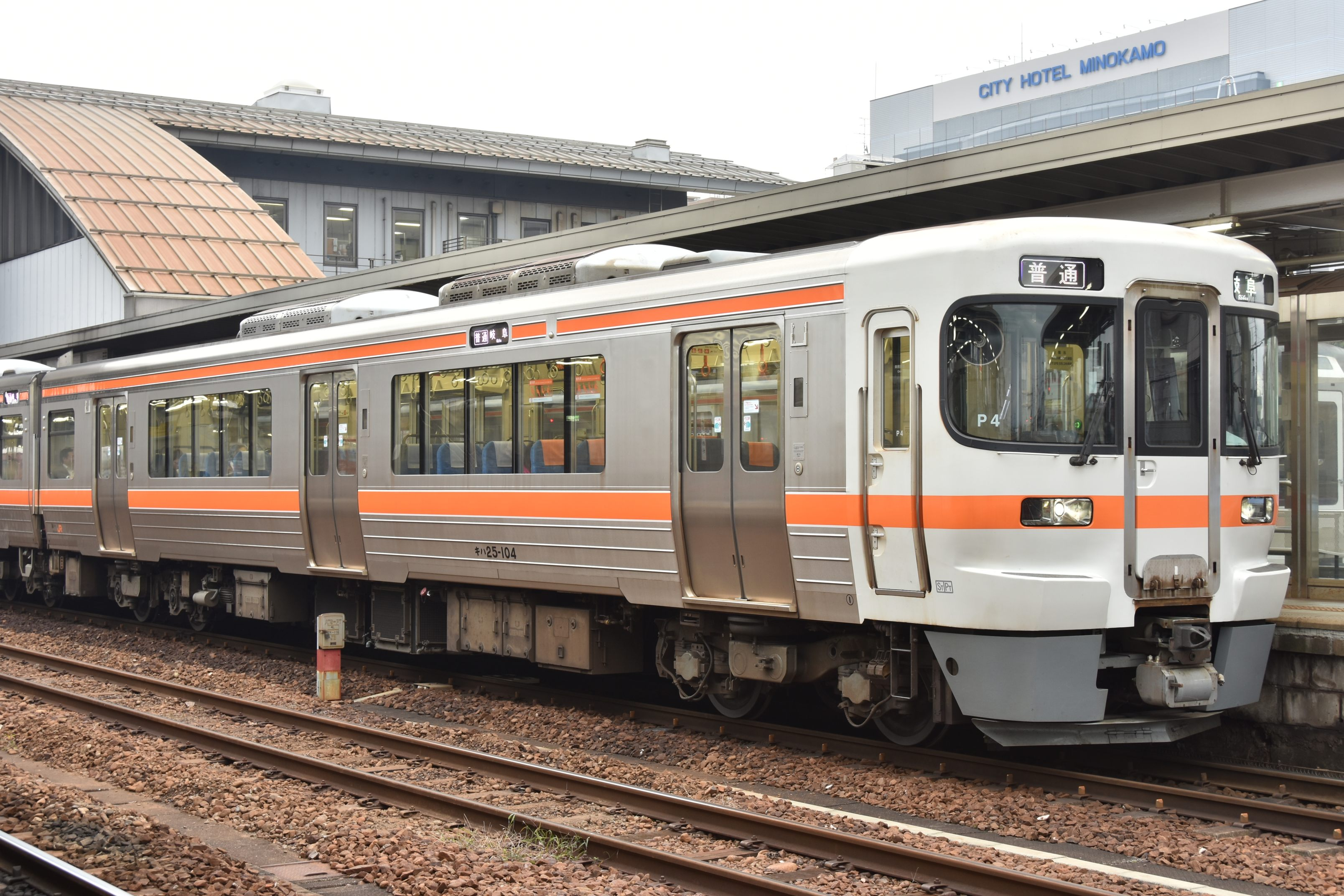
キハ25形気動車
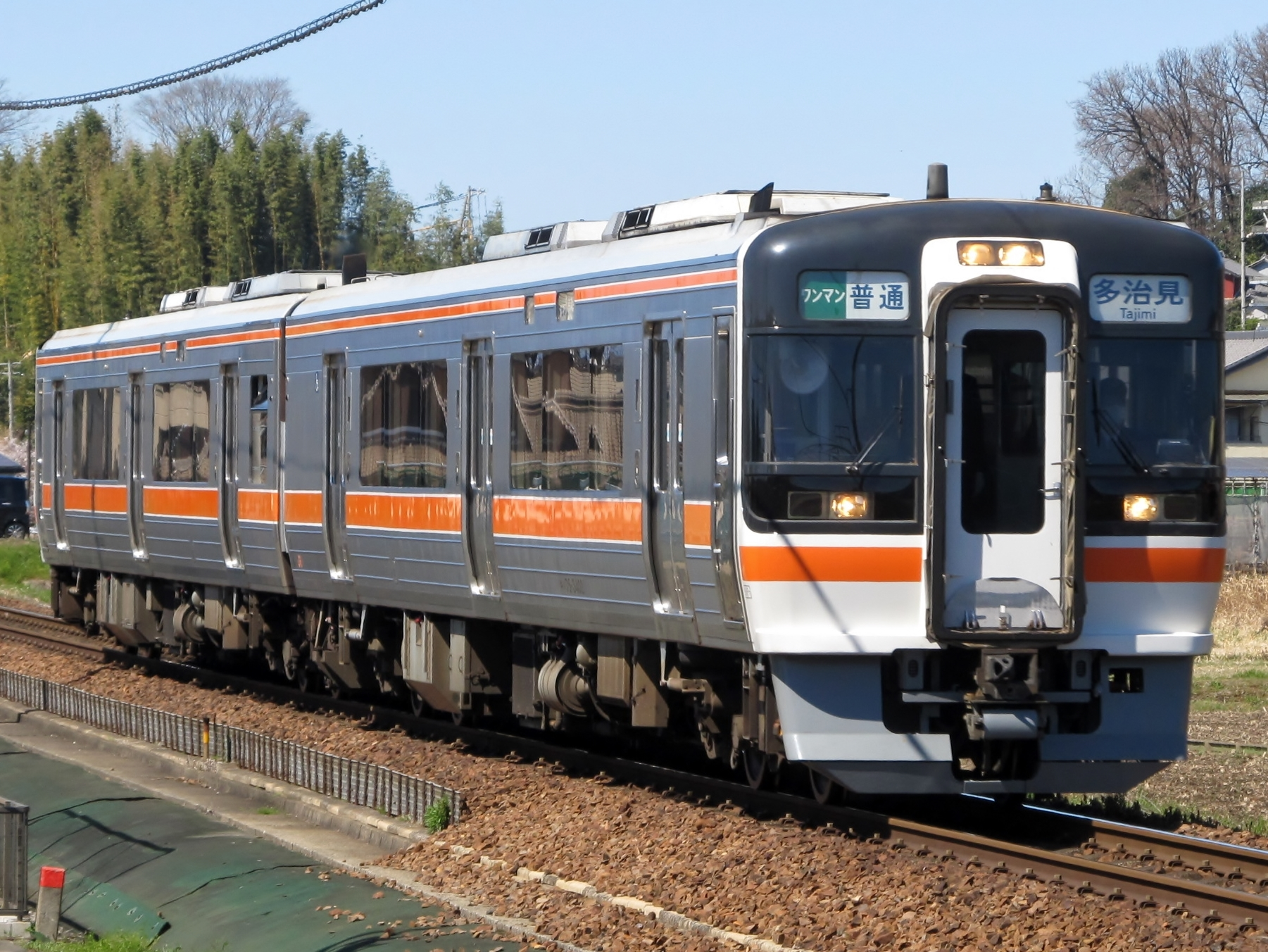
キハ75形気動車
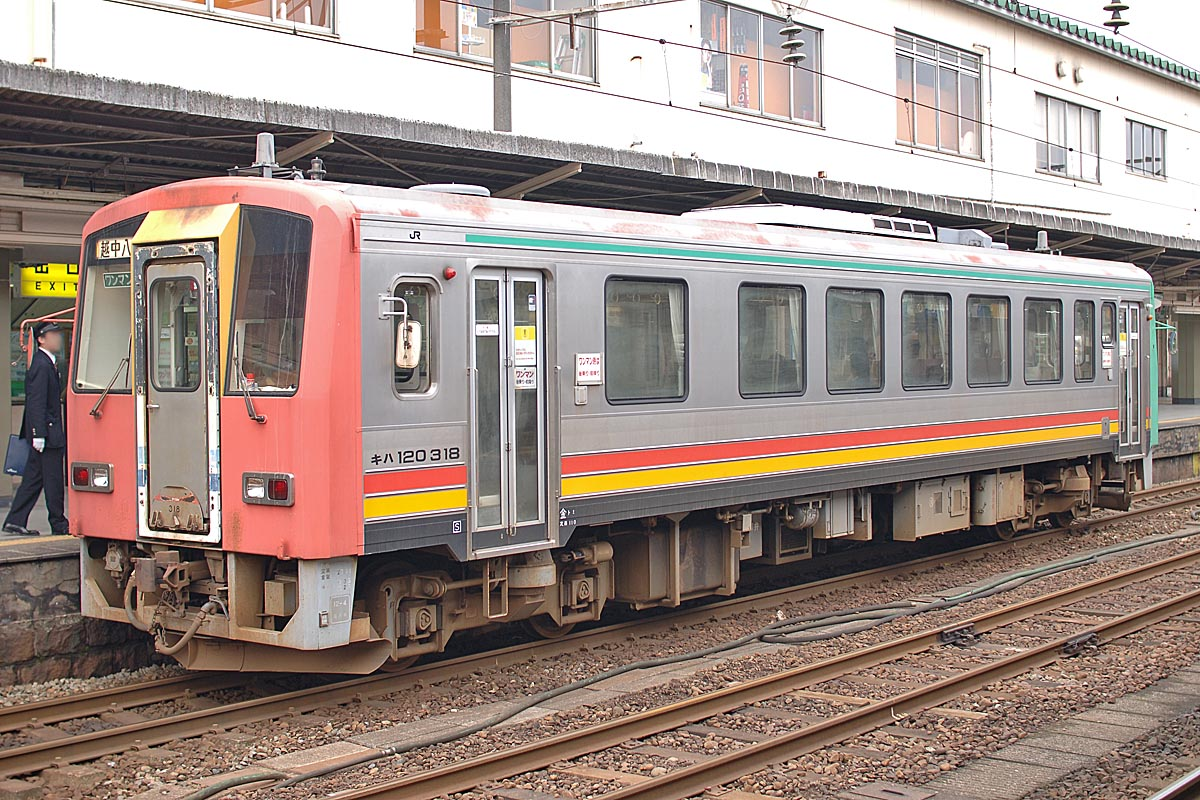
キハ120形気動車

### 過去の使用車両
- 蒸気機関車
  - 8620形 - 旅客用
  - 9600形 - 貨物用
  - D51形 - 貨客両用
  - C11形 - 区間旅客用
  - C58形 - 貨客両用
    - 蒸気機関車時代最終期の貨物列車は岐阜駅 - 飛騨金山駅間はC58形、飛騨金山駅 - 高山駅間はD51形、高山駅 - 富山駅間は9600形が牽引した[2]。
    - 1947年（昭和22年）の昭和天皇の戦後巡幸では、お召し列車も牽引した[36]。
- ディーゼル機関車
  - DD51形 - 貨客両用
  - DE10形 - 貨客両用
- 気動車
  - キハ80系 - 特急「ひだ」（1968年10月1日より1990年3月9日まで定期運用[37]、臨時列車としては1994年のほか、特急「白鳥」の迂回運転実績あり）
  - キハ85系 - 特急「ひだ」（1989年2月18日[38]から2023年3月17日[39]まで定期運用）
  - キハ8000系（名古屋鉄道） - 準急・急行「たかやま」（神宮前 - 飛騨古川間）、急行・特急「北アルプス」（たかやま時代含め1965年8月5日より1991年3月15日まで）[40]
  - キハ8500系（名古屋鉄道） - 特急「北アルプス」（1991年3月16日より2001年9月30日まで）[40]
  - キハ58系（キハ57形・キハ65形を含む） - 急行「加越」（1963 - 1968年[注 17]）「ひだ」「のりくら」「たかやま」（大阪 - 飛騨古川間）「こがね」「しろがね」「おくみの」など[41]や普通列車[42]（JR東海管内は2001年まで。JR西日本管内は2011年3月11日まで）。改造車では1978年（昭和53年）にキユニ28 1 - 3が美濃太田機関区に配置された。
  - キハ91系 - 急行「のりくら」（1973年7月20日より1976年9月3日まで）[43]
  - キハ55系 - 急行「ひだ」「のりくら」「こがね」「しろがね」「おくみの」[41]、準急「ひだ」「こがね」「しろがね」など[41]や普通列車[44]
  - キハ20系 - 普通列車[44]（1980年頃まで）
  - キハ10系 - 普通列車[44]
  - キハ11形（JR東海美濃太田車両区） - 普通列車[42]（1989年3月11日[45]より2015年3月13日[33]まで）
  - キハ40系[42][32]（JR東海美濃太田車両区）- 普通列車（1979年頃より2015年6月30日[46][47]まで）

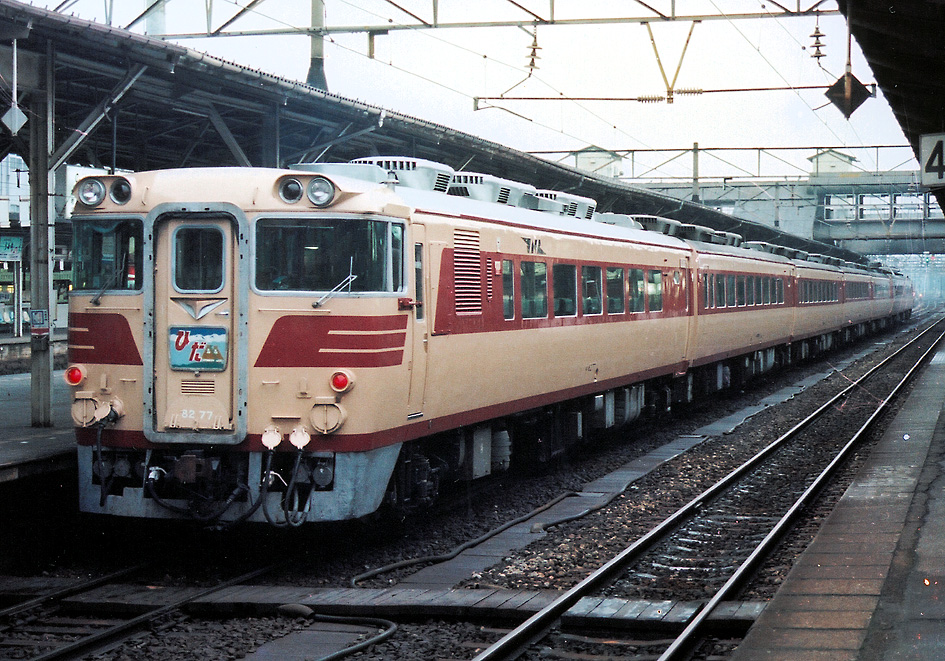
特急「ひだ」で使われたキハ80系気動車
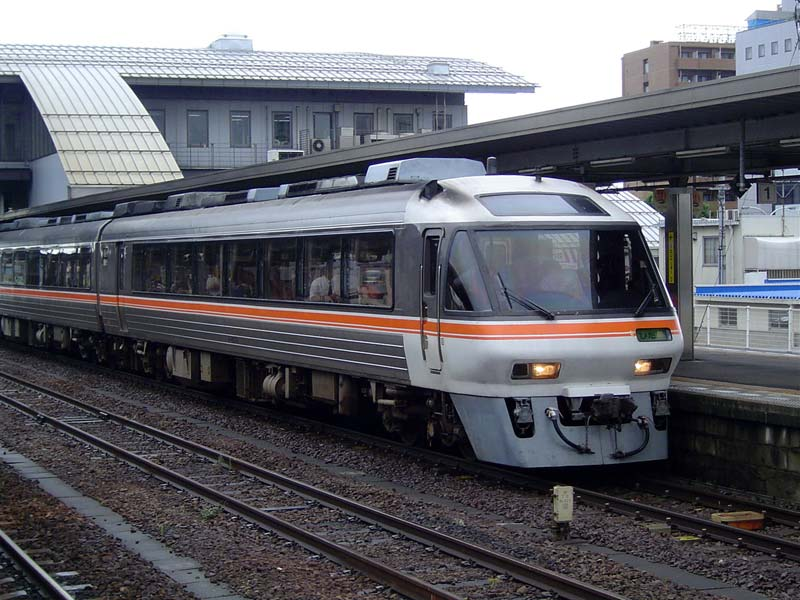
特急「ひだ」で使われたキハ85系気動車
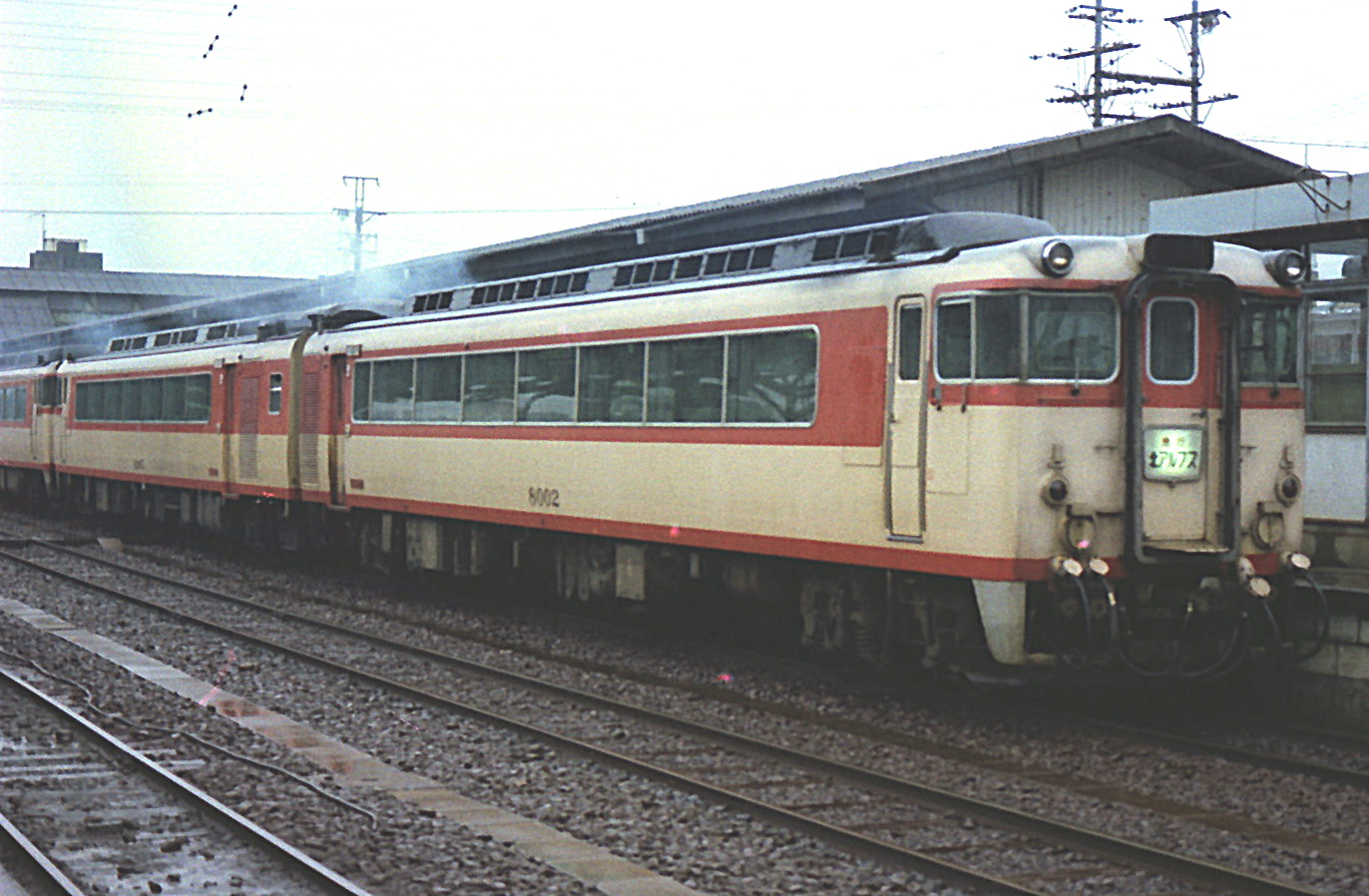
急行「北アルプス」で使われた名鉄キハ8000系気動車
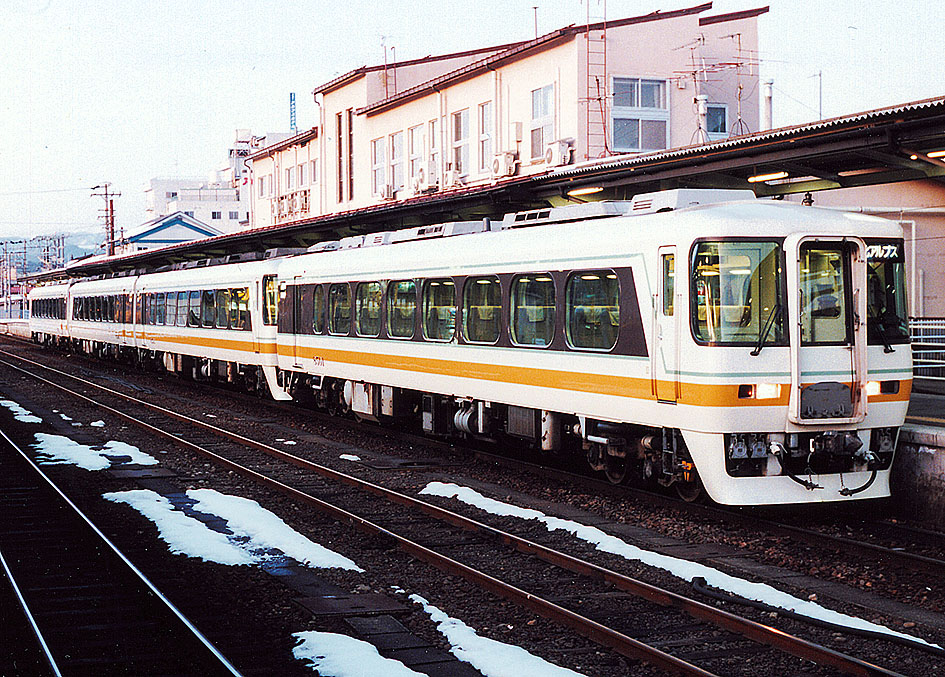
特急「北アルプス」で使われた名鉄キハ8500系気動車
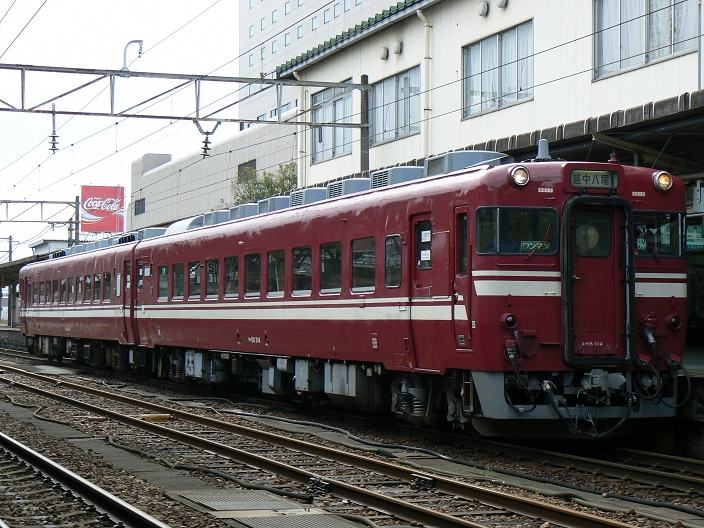
キハ58系気動車 2011年3月11日まで運転
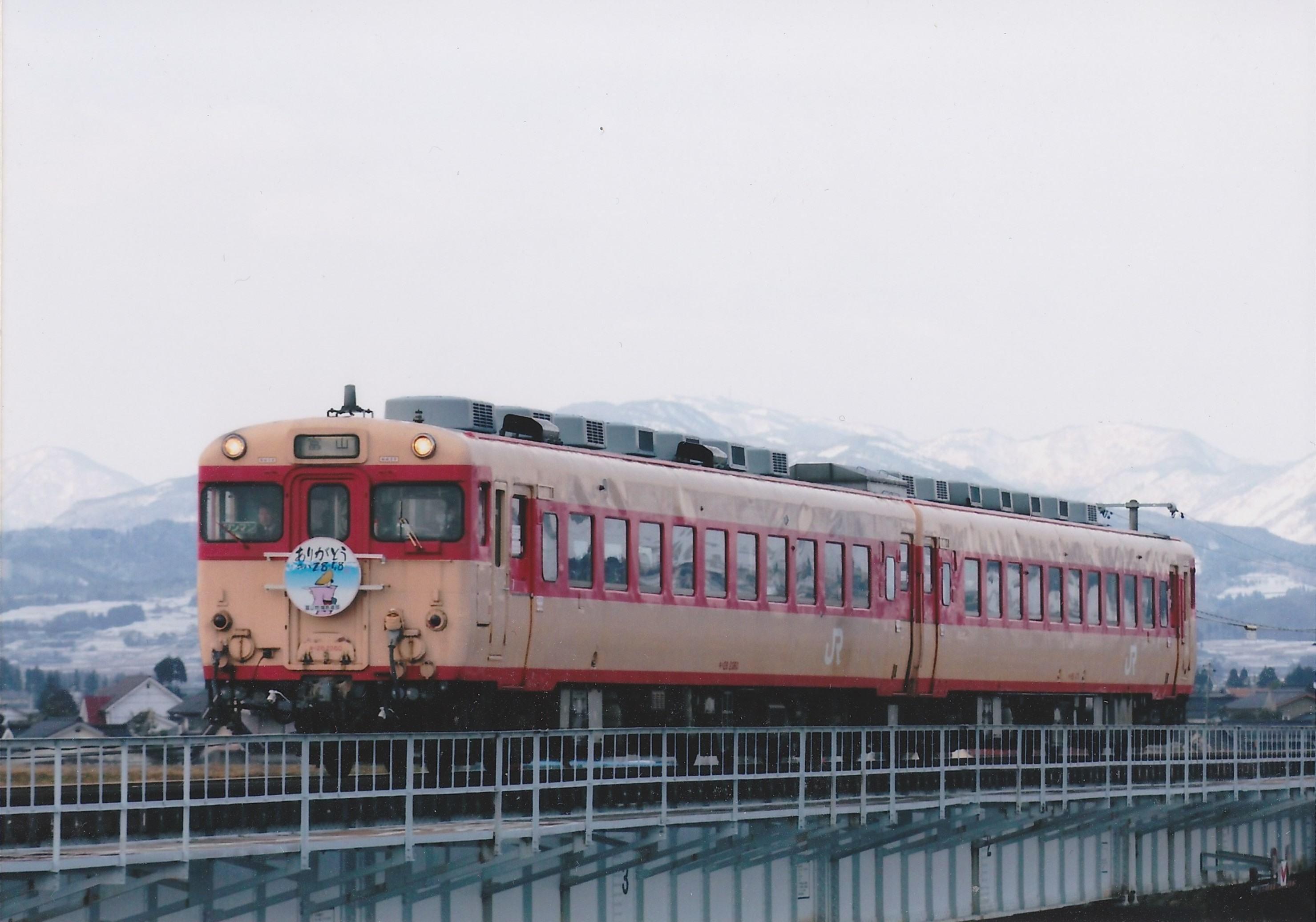
定期運用終了前にヘッドマークを掲示して運行したキハ58系国鉄色
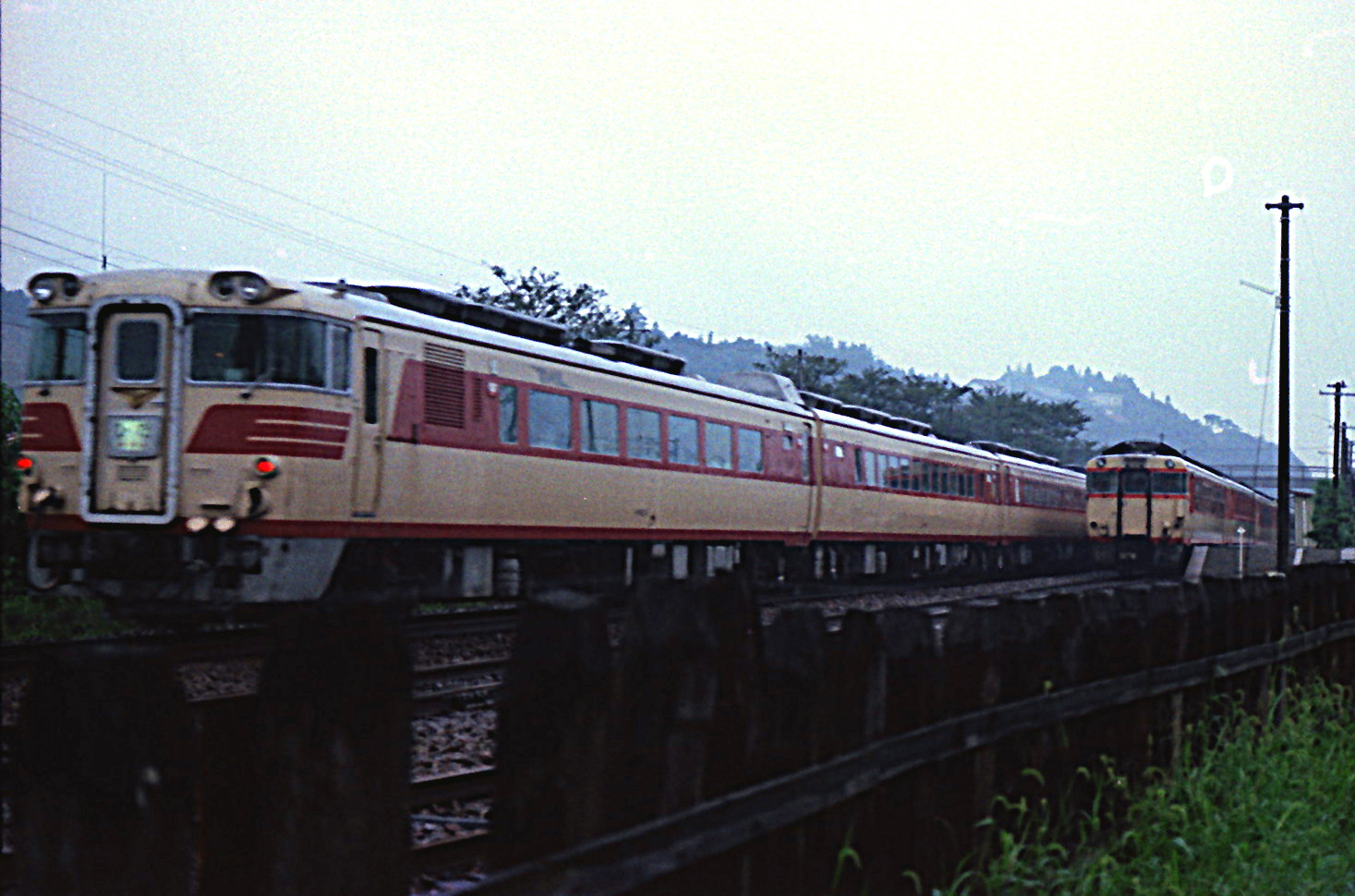
キハ82系特急「ひだ」とキハ91系急行「のりくら」

### 計画のみに終わった車両
- キハ181系気動車 - 特急（全線）。1975年頃特急「しなの」の電車化により余剰となったキハ181系の「ひだ」への転用が計画されたが、当時特急「しなの」で故障やトラブルが多く名古屋第一機関区（後のJR東海名古屋車両区）が反対したため[注 18]。
- 381系電車 - 特急（岐阜 - 高山間）。電化計画の中止によるもの。
- 457・475系電車 - 急行・普通（全線）。同上

## 歴史

### 概略
高山本線は南側は高山線、北側は飛越線として建設が進められた。高山線は1920年に岐阜駅 - 各務ケ原駅間が最初に開業したのち、飛騨小坂駅には1933年に達した。
飛越線は1927年に富山駅 - 越中八尾駅間が最初に開業。こちらも順次延伸され1933年に坂上駅に達した。残る飛騨小坂駅 - 高山駅 - 坂上駅間が開業し高山本線が全通したのは翌1934年である。
なお、かつては飛越線を東岩瀬港（現・富山港）まで延長する構想もあり（1921年3月に建議）、1934年3月には終端を東岩瀬町（現・富山市岩瀬地区）まで延長することを請願し、同年3月21日には東岩瀬町会で飛越線の延長を協議したが、これらは全て却下されている。

### 年表

#### 高山線（岐阜駅 - 飛騨小坂駅間）
美濃太田駅前後を巡るルートについては、最初、衆議院鉄道建設委員会は立憲政友会側の意向により名古屋駅から直接北上して美濃太田駅を通るルートを想定していたが、その後憲政会からの圧力で岐阜駅を回るルートに変更した。このルートについてはその後、衆議院鉄道建設委員会が定めた太田回りのルートを支持した憲政会と関町（現：関市）を回るルートを支持した立憲政友会とが対立し、更には美濃電気軌道が関 - 太田間の建設案を持ち上げ、三つ巴の政治問題に発展した。結局は、1918年（大正7年）2月9日に衆議院において、高山線を美濃太田回りのルートで可決、同年3月1日には同案が貴族院を通過し正式に決定し、太田回りに落ち着いた。
その後、名古屋 - 美濃太田間については改正鉄道敷設法別表第72号に「愛知県名古屋ヨリ岐阜県太田ニ至ル鉄道」として記載されたほか、1961年の都市交通審議会第5号でも「（1985年度までを目処に）国鉄高山線の名古屋直結に関しては水分橋〔座標〕 - 大曽根〔中央本線〕間に新線を建設し、かつ鵜沼 - 水分橋間の名古屋鉄道を利用して高山線を大曽根に乗り入れさせる路線について検討すべきである。」と答申されたが、この路線は実現していない（未成線）。2001年までは鵜沼駅構内の名鉄犬山線との連絡線を介して、名鉄（新名古屋駅方面）から高山本線（鵜沼駅以東）へ直通運転していた特急「北アルプス」が存在したが、これも廃止されている。
また1970年（昭和45年）3月11日に決議された全国新幹線鉄道整備法案要綱の「別表」では、中部新幹線3号線として「名古屋市から高山市を経て富山市に至る路線」が登載されたが、同路線は新幹線鉄道基本計画には盛り込まれていない。
- 1920年（大正9年）11月1日：高山線 岐阜駅 - 各務ケ原駅間（8.2 M≒13.2 km）が開業。長森駅・那加駅・各務ケ原駅が開業。
- 1921年（大正10年）11月12日：各務ケ原駅 - 美濃太田駅間（8.8 M≒14.16 km）が延伸開業。鵜沼駅・坂祝駅・美濃太田駅が開業。
- 1922年（大正11年）11月25日：美濃太田駅 - 下麻生駅間（6.5 M≒10.46 km）が延伸開業。古井駅・中川辺駅・下麻生駅が開業。
- 1924年（大正13年）3月20日：下麻生駅 - 上麻生駅間（3.4 M≒5.47 km）が延伸開業。上麻生駅が開業。
- 1926年（大正15年）3月15日：上麻生駅 - 白川口駅間（6.1 M≒9.82 km）が延伸開業。白川口駅が開業。
- 1928年（昭和3年）3月21日：白川口駅 - 飛騨金山駅間（8.4 M≒13.51 km）が延伸開業。下油井駅・飛騨金山駅が開業。
- 1929年（昭和4年）4月14日：飛騨金山駅 - 焼石駅間（5.6 M≒9.01 km）が延伸開業。焼石駅が開業。
- 1930年（昭和5年）
  - 4月1日：マイル表示からメートル表示に変更（47.0 M→75.7 km）。
  - 11月2日：焼石駅 - 下呂駅間が開通し、岐阜駅 - 下呂駅駅間 (12.6 km) 延伸開業。下呂駅が開業。
- 1931年（昭和6年）5月9日：下呂駅 - 飛騨萩原駅間 (8.4 km) が延伸開業。禅昌寺駅・飛騨萩原駅が開業。
- 1933年（昭和8年）8月25日：飛騨萩原駅 - 飛騨小坂駅間 (12.1 km) が延伸開業。上呂駅・飛騨小坂駅が開業。

#### 飛越線（坂上駅 - 富山駅間）
- 1927年（昭和2年）9月1日：飛越線 富山駅 - 田苅屋信号場 - 越中八尾駅間（10.6 M≒17.06 km）が開業。西富山駅・速星駅・千里駅・越中八尾駅が開業。富山駅 - 西富山駅間に田苅屋信号場が開設。なお、富山駅 - 田苅屋信号場間は北陸本線と高山本線との重複区間であった。
- 1929年（昭和4年）10月1日：越中八尾駅 - 笹津駅間（5.1 M≒8.21 km）が延伸開業。笹津駅が開業。
- 1930年（昭和5年）
  - 4月1日：マイル表示からメートル表示に変更（15.7 M→25.3 km）。
  - 11月27日：笹津駅 - 猪谷駅間 (11.3 km) が延伸開業。楡原駅・猪谷駅が開業。
- 1932年（昭和7年）8月20日：猪谷駅 - 杉原駅間 (8.7 km) が延伸開業。杉原駅が開業。
- 1933年（昭和8年）11月12日：杉原駅 - 坂上駅間 (13.9 km) が延伸開業。打保駅・坂上駅が開業。

#### 全通以降
- 1934年（昭和9年）10月25日：飛騨小坂駅 - 坂上駅間 (57.8 km) が開業し全通[55]。飛越線が高山線に編入され、岐阜駅 - 富山間が高山本線となる。渚駅・久々野駅・飛騨一ノ宮駅・高山駅・上枝駅・飛騨国府駅・飛騨古川駅・飛騨細江駅・角川駅が開業。
- 1937年（昭和12年）10月21日：焼石駅 - 下呂駅間に少ヶ野仮信号場が開設。
- 1942年（昭和17年）6月1日：蘇原駅が開業。
- 1945年（昭和20年）1月10日： 焼石駅 - 下呂駅間の橋梁で下り旅客列車の客車2両が脱線し益田川（現在の飛騨川）に転落、43人が死亡する列車脱線事故（高山線列車脱線事故）が発生。
- 1948年（昭和23年）2月13日：田苅屋信号場が田刈屋信号場に改称。
- 1952年（昭和27年）
  - 8月5日：少ヶ野仮信号場が少ヶ野信号場に変更。
  - 12月25日：杉崎仮停車場が開業。
- 1953年（昭和28年）4月1日：少ヶ野信号場が駅に変更され、貨物駅として少ヶ野駅が開業。
- 1955年（昭和30年）
  - 10月1日：飛騨宮田駅が開業。
  - 10月15日：杉崎仮停車場が駅に変更し杉崎駅が開業。
- 1956年（昭和31年）
  - 3月26日：岐阜駅 - 下呂駅間で初めてディーゼル列車が運行される[56]。
  - 6月1日：東八尾駅が開業。
  - 11月19日：田刈屋信号場 - 富山駅間の複線化（実際には北陸本線と高山本線との分離を目的とした単線並列化）により田刈屋信号場が廃止。これにより北陸本線と高山本線との重複区間が解消。
- 1958年（昭和33年）
  - 3月1日：全線にディーゼル列車（準急「ひだ」）が運行される。
  - 7月24日 - 8月12日：台風11号及びその後の大雨で飛騨金山駅 - 渚駅間が被害を受け、不通になる[57]。
- 1965年（昭和40年）
  - 2月1日：全線にATS-Sを導入[58]。
  - 8月5日：名鉄から乗り入れる準急「たかやま」運転開始（1966年急行格上げ）。
- 1967年（昭和42年）3月19日：白川口駅 - 下油井駅間に鷲原信号場が開設。
- 1968年（昭和43年）
  - 8月18日 - 9月12日：集中豪雨により上麻生駅 - 白川口駅間が被害を受け、不通になる（付近では飛騨川バス転落事故が発生）。
  - 9月3日：岐阜駅 - 美濃太田駅間にCTCが導入[59]。
  - 9月12日：蒸気機関車の運用が終了し、ディーゼルカーやディーゼル機関車に置き換えられた[60]。
  - 9月25日：上麻生駅 - 白川口駅間に飛水峡信号場が開設。
  - 9月28日：飛騨金山駅 - 焼石駅間に福来信号場が開設。
  - 10月1日：美濃太田駅 - 高山駅間に CTC が導入[59]。特急「ひだ」が運転開始。
- 1969年（昭和44年）10月1日：高山駅 - 富山駅間に CTC が導入[61]。無煙化[61]（高山駅にてさよならSLのセレモニーが行われる）。
- 1973年（昭和48年）4月20日：少ヶ野駅が廃止され、少ヶ野信号場に変更。
- 1980年（昭和55年）5月27日：高山駅構内にて電化起工式が行われるが、結局工事は中断し、そのまま中止になる。
- 1984年（昭和59年）2月1日：全国ダイヤ改正により夜行列車（急行「のりくら」）廃止。また全線に運行されていた貨物列車のうち、上枝駅（実際は高山駅の側線扱い） - 猪谷駅間を廃止[62]。

#### 国鉄分割民営化以降
- 1987年（昭和62年）4月1日：国鉄分割民営化により東海旅客鉄道が岐阜駅 - 猪谷駅間を、西日本旅客鉄道が猪谷駅 - 富山駅間を継承。日本貨物鉄道が岐阜駅 - 高山駅間と猪谷駅 - 富山駅間の第二種鉄道事業者となる。高山駅 - 猪谷駅間の貨物営業を書類上も廃止。
- 1989年（平成元年）2月18日：特急「ひだ」にキハ85系運用開始。
- 1990年（平成2年）3月10日：岐阜駅 - 美濃太田駅間でワンマン運転開始[63]。岐阜駅 - 多治見駅間で太多線との直通運転本格開始[注 21]。急行「のりくら」が廃止。
- 1992年（平成4年）3月14日：猪谷駅 - 富山駅間でワンマン運転開始[66]。
- 1993年（平成5年）1月31日：運行管理が美濃太田CTC指令から、岐阜駅 - 猪谷駅間は東海総合指令所に[67]、猪谷駅 - 富山間は富山駅のCTC扱所に移管。
- 1994年（平成6年）10月25日：高山本線60周年記念式典が行われ、キハ82系による「メモリアルひだ号」と飛越線60周年記念の客車列車が運転される[68]。12月9日には高山駅 - 飛騨古川駅間にてSLが1日2往復運転される[68]。
- 1995年（平成7年）9月30日：この日限りで飛騨一ノ宮駅・上枝駅発着の貨物列車の運行を終了。坂祝駅 - 猪谷駅間で貨物列車が運転されないことになる[62]。
- 1996年（平成8年）
  - 3月16日：猪谷駅 - 富山駅間でキハ120形が運用開始[69]。
  - 6月25日：特急「ひだ」15号が下呂駅南約3 km地点の三原トンネル出口にて大雨により落下した約50-60トンの巨石に衝突する事故が発生[70][71][72]。5両編成中先頭の2両が脱線、16人が負傷[70]。焼石駅 - 下呂駅間はバス代行輸送が行われる。また、これにより岐阜県道88号下呂小坂線が全面通行止めとなり、半月の間復旧作業が行われて7月11日に通行が再開される[73]。
  - 6月27日：17時から運転を再開、翌日から全列車通常通りの運行となる[74]。
- 1999年（平成11年）12月4日：美濃太田駅 - 高山駅間でワンマン運転開始[75]。急行「たかやま」が廃止され、大阪駅発着の特急「ひだ」が運転開始[75]。
- 2001年（平成13年）10月1日：名鉄から乗り入れる特急「北アルプス」が廃止[注 22]。
- 2003年（平成15年）10月1日：高山駅 - 猪谷駅間でワンマン運転開始[76]。
- 2004年（平成16年）
  - 10月22日：台風23号による大雨によって岐阜県飛騨市宮川の線路や鉄橋が流失し、高山駅 - 猪谷駅間が不通になる[77][78]。
  - 11月18日：高山駅 - 飛騨古川駅間が復旧し、運行再開[78][79]。
- 2005年（平成17年）
  - 3月31日：この日限りで神岡鉄道神岡線に直通の貨物列車廃止（実際は同年1月より休止）。富山口での貨物列車は速星駅 - 富山駅間のみとなる[62]。
  - 10月1日：飛騨古川駅 - 角川駅間が復旧し、運行再開[80]。
- 2007年（平成19年）
  - 3月18日：岐阜駅 - 坂祝駅間の貨物列車が廃止され、岐阜口での貨物列車が消滅する[62]。
  - 4月1日：日本貨物鉄道の第二種鉄道事業（岐阜駅 - 高山駅間 136.4 km）が廃止。
  - 9月8日：角川駅 - 猪谷駅間が復旧し、全線で運行再開[81][82]。
- 2008年（平成20年）
  - 3月15日：速星駅 - 西富山駅間に臨時駅として婦中鵜坂駅が開業。
  - 6月1日：富山鉄道部が廃止され、猪谷駅 - 富山駅間が北陸地域鉄道部の管轄になる。
- 2009年（平成21年）6月1日：組織改正により北陸地域鉄道部が廃止され、猪谷駅 - 富山駅間が富山地域鉄道部の管轄になる[83]。
- 2010年（平成22年）3月13日：岐阜駅 - 美濃太田駅間にTOICAを導入[84]。
- 2014年（平成26年）
  - 3月15日：婦中鵜坂駅を常設化[85][30]。
  - 12月1日：岐阜駅 - 猪谷駅間でキハ25形が運用開始。
- 2017年（平成29年）5月：キハ85系普通車4両編成で名古屋駅 - 飛騨古川駅間に臨時急行「ぬくもり飛騨路号」を計6日運行。飛水峡・中山七里の景勝地において徐行運転を実施。下呂駅では列車に合わせて物産品を販売し、飛騨古川駅においてはキハ85系の定期列車で行わない2番線入線を行う[86][87]。
- 2018年（平成30年）
  - 3月：岐阜駅 - 猪谷駅間（JR東海管轄区間）でラインカラー及び岐阜駅 - 飛騨古川駅間で駅ナンバリングを導入。当路線の路線コードは「CG」・ラインカラーはえんじ色。美濃太田駅 - 飛騨古川駅間では、美濃太田駅・下呂駅・高山駅・飛騨古川駅のみに付番されるが、付番されない駅も数えて番号が与えられている[88]。
  - 6月29日：局地的な集中豪雨によって飛騨萩原駅 - 上呂駅間で土砂崩れが発生し飛騨萩原駅 - 飛騨小坂駅間で運転見合わせ[89]。特急「ひだ」は下呂駅 - 高山駅間（一部列車は全区間）で運転見合わせ[90]。7月2日より代行バスの運転を開始[91]。
  - 7月5日：平成30年7月豪雨に伴い、飛騨小坂駅 - 富山駅間でも運転見合わせ[92]。
  - 7月6日：飛騨金山駅 - 飛騨萩原駅間でも運転見合わせ[92]。
  - 7月7日：猪谷駅 - 富山駅間で運転を再開[92]。焼石駅 - 下呂駅間・坂上駅 - 打保駅間で土砂流入等が発生[93]。
  - 7月8日：美濃太田駅 - 飛騨金山駅間でも運転見合わせ[94]（上記の代行バスも運転見合わせ）。
  - 7月10日：美濃太田駅 - 白川口駅間で運転を再開[95]
  - 7月11日：白川口駅 - 飛騨金山駅間で運転を再開[95]。特急「ひだ」は全列車とも運休すると発表[96]。
  - 7月12日：下呂駅 - 飛騨古川駅間で運転を再開[95][97]。不通区間の代行バス運転開始[95]。
  - 7月14日：飛騨古川駅 - 坂上駅間で運転を再開[98][99]。
  - 8月11日：飛騨金山駅 - 下呂駅間で運転を再開[100]。それに伴い、以降の代行バスは高山駅 - 坂上駅 - 猪谷駅間のみとなった[101]。
  - 11月21日：坂上駅 - 猪谷駅間で運転再開し、全線で運転再開[102][103][104]。
- 2020年（令和2年）
  - 7月6日：令和2年7月豪雨の影響で土砂流入などが発生し、美濃太田駅 - 猪谷駅間が不通となる[105]。
  - 7月9日：美濃太田駅 - 下麻生駅間で運転を再開[105]。不通区間は下麻生駅 - 猪谷駅間となる[106]。
  - 7月11日：下麻生駅 - 下呂駅間、高山駅 - 猪谷駅間で運転を再開。不通区間は下呂駅 - 高山駅間となる[107]。特急列車は全列車運休[108]。
  - 7月14日：下呂駅 - 飛騨萩原駅間で運転を再開。不通区間は飛騨萩原駅 - 高山駅間となる[109]。特急列車は一部列車運休[110]。
  - 7月18日：飛騨萩原駅 - 飛騨小坂駅間、渚駅 - 高山駅間で運転を再開。不通区間は飛騨小坂駅 - 渚駅間となる[111][112]。
  - 7月23日：飛騨小坂駅 - 渚駅間で運転を再開し、全線復旧[113][114]。
- 2022年（令和4年）7月1日：特急「ひだ」にHC85系運用開始。[12]
- 2025年（令和7年）10月1日（予定）：下呂駅・高山駅・飛騨古川駅にTOICAエリアを拡大。特急「ひだ」乗車時および線内相互間の発着時にICカード決済が可能となる[115]。

### 列車の沿革
高山本線の詳細な列車の沿革は以下の項目を参照されたい。
- ひだ (列車)#高山本線優等列車沿革 - 「ひだ」「のりくら」「たかやま」など主に国鉄・JRが運行したもの。
- 名鉄特急#高山本線直通列車 - 名古屋鉄道から乗り入れる「たかやま」「北アルプス」

## 2004年の水害による運行状況
2004年10月の台風23号の影響により、高山駅 - 猪谷駅間が不通となり、高山駅 - 飛騨細江駅・猪谷駅間で代行バスによる運行が行われた。同年11月18日からは高山駅 - 飛騨古川駅間で運転を再開し、代行バスは2005年2月28日まで飛騨細江駅 - 猪谷駅間は1日2往復設定されたが、国道41号を経由するため、角川駅 - 杉原駅間の各駅には停車しなかった。国道360号の仮復旧で2005年3月1日から1日7往復となり、角川駅 - 杉原駅間の各駅にも停車するようになった。名古屋駅 - 富山駅間の特急「ひだ」は飛騨古川駅 - 富山駅間を運休として飛騨古川駅で折り返し運転が行われていた。
JR東海は2005年4月下旬より復旧工事に着手。2005年10月1日の秋のダイヤ改正時に、飛騨古川駅 - 角川駅間が復旧し、残りの角川駅 - 猪谷駅間も2007年9月8日に復旧した。全線復旧を記念して富山フリーきっぷが発売された。

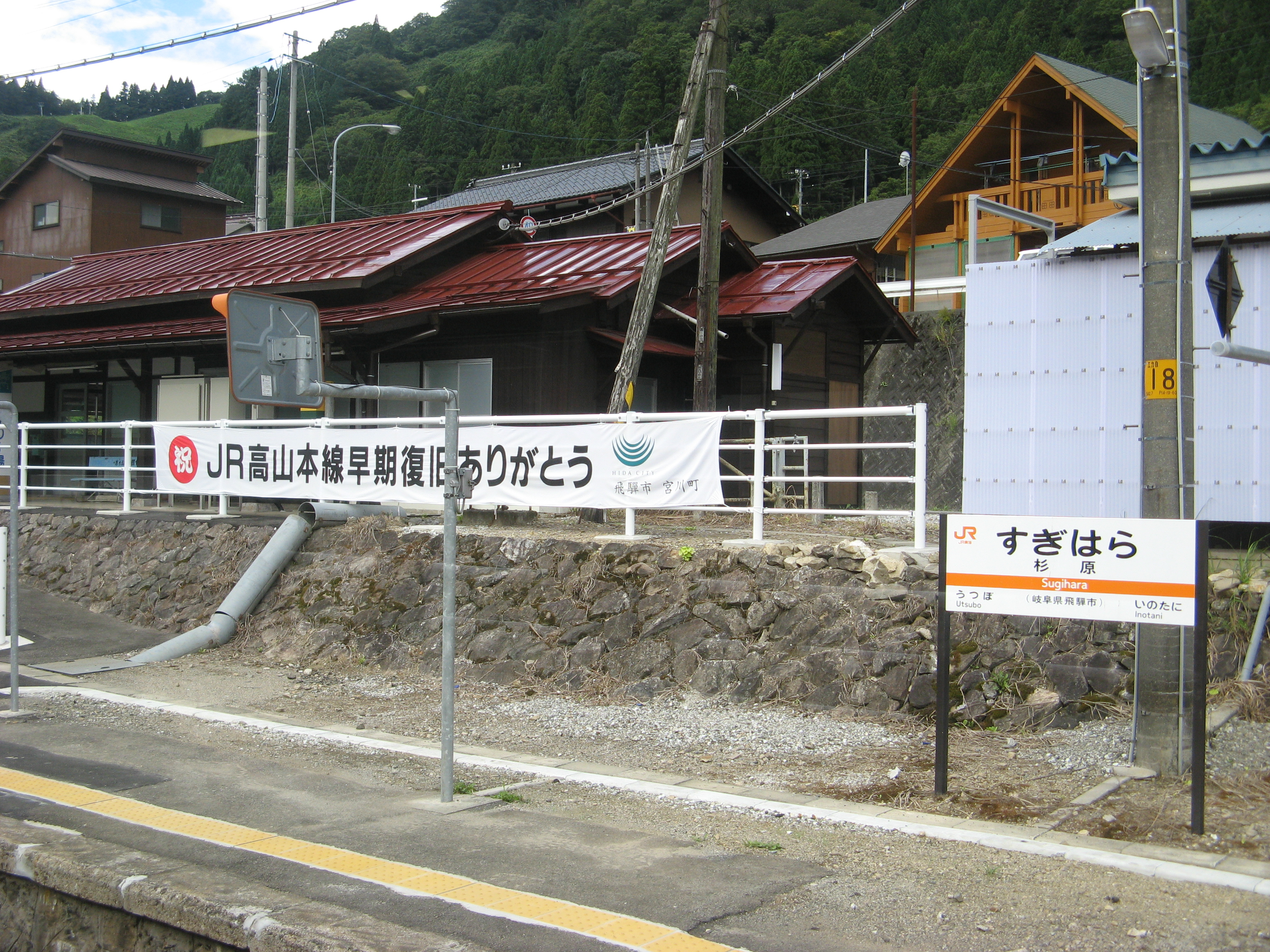
災害からの復旧に感謝する横断幕。杉原駅構内にて（2007年9月）

## 駅一覧
- 駅名 … ◆・◇：貨物取扱駅（◇は定期貨物列車の発着なし）、◎：有人駅（簡易委託駅を含む。これ以外の旅客駅は無人駅）
- 停車駅
  - 普通… すべての駅に停車。
  - 特急…「ひだ (列車)」参照
- 線路（全線単線） … ◇・∨・∧：列車交換可、｜：列車交換不可
- 駅番号は2018年3月より導入[88]。

### 東海旅客鉄道
| 駅番号 | 駅名         | 営業キロ | 営業キロ | 接続路線                                                                                      | 線路 | 所在地        | 所在地        | 所在地        |
| 駅番号 | 駅名         | 駅間     | 累計     | 接続路線                                                                                      | 線路 | 所在地        | 所在地        | 所在地        |
| ------ | ------------ | -------- | -------- | --------------------------------------------------------------------------------------------- | ---- | ------------- | ------------- | ------------- |
| CG00   | 岐阜駅◎      | -        | 0.0      | 東海旅客鉄道：CA 東海道本線 (CA74) 名古屋鉄道：NH 名古屋本線・KG 各務原線（名鉄岐阜駅: NH60） | ∨    | 岐阜県        | 岐阜市        | 岐阜市        |
| CG01   | 長森駅       | 4.2      | 4.2      |                                                                                               | ◇    | 岐阜県        | 岐阜市        | 岐阜市        |
| CG02   | 那加駅       | 3.0      | 7.2      | 名古屋鉄道：KG 各務原線（新那加駅: KG10）                                                     | ◇    | 岐阜県        | 各務原市      | 各務原市      |
| CG03   | 蘇原駅       | 3.2      | 10.4     |                                                                                               | ◇    | 岐阜県        | 各務原市      | 各務原市      |
| CG04   | 各務ケ原駅   | 2.8      | 13.2     | 名古屋鉄道：KG 各務原線（名電各務原駅: KG04）                                                 | ◇    | 岐阜県        | 各務原市      | 各務原市      |
| CG05   | 鵜沼駅◎      | 4.1      | 17.3     | 名古屋鉄道：IY 犬山線・KG 各務原線（新鵜沼駅: IY17）                                          | ◇    | 岐阜県        | 各務原市      | 各務原市      |
| CG06   | 坂祝駅       | 5.2      | 22.5     |                                                                                               | ◇    | 岐阜県        | 加茂郡 坂祝町 | 加茂郡 坂祝町 |
| CG07   | 美濃太田駅◎  | 4.8      | 27.3     | 東海旅客鉄道：CI 太多線〈直通あり〉(CI00) 長良川鉄道：越美南線（0）                           | ◇    | 岐阜県        | 美濃加茂市    | 美濃加茂市    |
| -      | 古井駅       | 3.0      | 30.3     |                                                                                               | ◇    | 岐阜県        | 美濃加茂市    | 美濃加茂市    |
| -      | 中川辺駅     | 3.8      | 34.1     |                                                                                               | ◇    | 岐阜県        | 加茂郡        | 川辺町        |
| -      | 下麻生駅     | 3.8      | 37.9     |                                                                                               | ◇    | 岐阜県        | 加茂郡        | 川辺町        |
| -      | 上麻生駅     | 5.3      | 43.2     |                                                                                               | ◇    | 岐阜県        | 加茂郡        | 七宗町        |
| -      | 飛水峡信号場 | -        | 45.9     |                                                                                               | ◇    | 岐阜県        | 加茂郡        | 七宗町        |
| -      | 白川口駅◎    | 9.9      | 53.1     |                                                                                               | ◇    | 岐阜県        | 加茂郡        | 白川町        |
| -      | 鷲原信号場   | -        | 56.5     |                                                                                               | ◇    | 岐阜県        | 加茂郡        | 白川町        |
| -      | 下油井駅     | 8.6      | 61.7     |                                                                                               | ◇    | 岐阜県        | 加茂郡        | 白川町        |
| -      | 飛騨金山駅◎  | 5.0      | 66.7     |                                                                                               | ◇    | 岐阜県        | 下呂市        | 下呂市        |
| -      | 福来信号場   | -        | 69.4     |                                                                                               | ◇    | 岐阜県        | 下呂市        | 下呂市        |
| -      | 焼石駅       | 9.0      | 75.7     |                                                                                               | ◇    | 岐阜県        | 下呂市        | 下呂市        |
| -      | 少ヶ野信号場 | -        | 86.6     |                                                                                               | ◇    | 岐阜県        | 下呂市        | 下呂市        |
| CG16   | 下呂駅◎      | 12.6     | 88.3     |                                                                                               | ◇    | 岐阜県        | 下呂市        | 下呂市        |
| -      | 禅昌寺駅     | 5.2      | 93.5     |                                                                                               | ◇    | 岐阜県        | 下呂市        | 下呂市        |
| -      | 飛騨萩原駅◎  | 3.2      | 96.7     |                                                                                               | ◇    | 岐阜県        | 下呂市        | 下呂市        |
| -      | 上呂駅       | 4.1      | 100.8    |                                                                                               | ◇    | 岐阜県        | 下呂市        | 下呂市        |
| -      | 飛騨宮田駅   | 4.6      | 105.4    |                                                                                               | ｜   | 岐阜県        | 下呂市        | 下呂市        |
| -      | 飛騨小坂駅   | 3.4      | 108.8    |                                                                                               | ◇    | 岐阜県        | 下呂市        | 下呂市        |
| -      | 渚駅         | 7.1      | 115.9    |                                                                                               | ◇    | 岐阜県        | 高山市        | 高山市        |
| -      | 久々野駅     | 7.3      | 123.2    |                                                                                               | ◇    | 岐阜県        | 高山市        | 高山市        |
| -      | 飛騨一ノ宮駅 | 6.3      | 129.5    |                                                                                               | ◇    | 岐阜県        | 高山市        | 高山市        |
| CG25   | 高山駅◎      | 6.9      | 136.4    |                                                                                               | ◇    | 岐阜県        | 高山市        | 高山市        |
| -      | 上枝駅       | 4.6      | 141.0    |                                                                                               | ◇    | 岐阜県        | 高山市        | 高山市        |
| -      | 飛騨国府駅   | 6.6      | 147.6    |                                                                                               | ◇    | 岐阜県        | 高山市        | 高山市        |
| CG28   | 飛騨古川駅◎  | 3.7      | 151.3    |                                                                                               | ◇    | 岐阜県        | 飛騨市        | 飛騨市        |
| -      | 杉崎駅       | 2.3      | 153.6    |                                                                                               | ｜   | 岐阜県        | 飛騨市        | 飛騨市        |
| -      | 飛騨細江駅   | 2.4      | 156.0    |                                                                                               | ◇    | 岐阜県        | 飛騨市        | 飛騨市        |
| -      | 角川駅       | 5.7      | 161.7    |                                                                                               | ｜   | 岐阜県        | 飛騨市        | 飛騨市        |
| -      | 坂上駅       | 4.9      | 166.6    |                                                                                               | ◇    | 岐阜県        | 飛騨市        | 飛騨市        |
| -      | 打保駅       | 9.9      | 176.5    |                                                                                               | ◇    | 岐阜県        | 飛騨市        | 飛騨市        |
| -      | 杉原駅       | 4.0      | 180.5    |                                                                                               | ◇    | 岐阜県        | 飛騨市        | 飛騨市        |
| -      | 猪谷駅       | 8.7      | 189.2    | 西日本旅客鉄道：高山本線（富山方面）                                                          | ◇    | 富山県 富山市 | 富山県 富山市 | 富山県 富山市 |

有人駅のうち、岐阜駅・美濃太田駅・下呂駅・高山駅・飛騨古川駅の5駅はJR東海直営駅、鵜沼駅は業務委託駅（東海交通事業）、白川口駅・飛騨金山駅・飛騨萩原駅の3駅は簡易委託駅である。

### 西日本旅客鉄道
- この区間は全駅富山県富山市内に所在。

| 駅名        | 駅間 営業 キロ | 累計 営業キロ | 累計 営業キロ | 接続路線 | 線路 |
| 駅名        | 駅間 営業 キロ | 猪谷 から     | 岐阜 から     | 接続路線 | 線路 |
| ----------- | -------------- | ------------- | ------------- | --- | ---- |
| 猪谷駅      | -              | 0.0           | 189.2         | 東海旅客鉄道：高山本線（高山方面） | ◇    |
| 楡原駅      | 7.0            | 7.0           | 196.2         | | ｜   |
| 笹津駅      | 4.3            | 11.3          | 200.5         | | ◇    |
| 東八尾駅    | 4.5            | 15.8          | 205.0         | | ｜   |
| 越中八尾駅◎ | 3.7            | 19.5          | 208.7         | | ◇    |
| 千里駅      | 4.9            | 24.4          | 213.6         | | ◇    |
| 速星駅◎◆    | 4.3            | 28.7          | 217.9         | | ◇    |
| 婦中鵜坂駅  | 1.7            | 30.4          | 219.6         | | ｜   |
| 西富山駅◇   | 2.6            | 33.0          | 222.2         | | ◇    |
| 富山駅◎     | 3.6            | 36.6          | 225.8         | 西日本旅客鉄道： 北陸新幹線 あいの風とやま鉄道：■あいの風とやま鉄道線 富山地方鉄道：本線（電鉄富山駅: T01） 富山地方鉄道：富山軌道線・富山港線（富山駅停留場: C15、電鉄富山駅・エスタ前停留場: C14） | ∧    |

有人駅のうち、富山駅在来線はあいの風とやま鉄道直営駅、速星駅と越中八尾駅は業務委託駅（JR西日本金沢メンテック）である。

### 廃止信号場
- 田刈屋信号場 ： 1956年廃止、西富山駅 - 富山駅間（岐阜駅起点 224.4 km、北陸本線 呉羽駅 - 富山駅間、米原駅起点234.7 km）

### 過去の接続路線
- 岐阜駅：名鉄岐阜市内線（岐阜駅前駅）
- 飛騨小坂駅：小坂森林鉄道
- 猪谷駅：三井金属鉱業鉱山鉄道・神岡鉄道神岡線
- 笹津駅：富山地方鉄道笹津線（地鉄笹津駅）
- 富山駅：富山港線（富山ライトレール転換後は富山駅北停留場）

## 平均通過人員
各年度の平均通過人員（人/日）は以下のとおりである。
| 年度                   | 平均通過人員（人/日）      | 平均通過人員（人/日）        | 出典            |
| 年度                   | JR東海区間 （岐阜 - 猪谷） | JR西日本区間 （猪谷 - 富山） | 出典            |
| ---------------------- | -------------------------- | ---------------------------- | --------------- |
| 2013年度（平成25年度） | 3,296                      | 1,868                        | [ 118 ] [ 119 ] |
| 2014年度（平成26年度） | 3,303                      | 1,854                        | [ 120 ] [ 121 ] |
| 2015年度（平成25年度） | 3,461                      | 2,178                        | [ 122 ] [ 123 ] |
| 2016年度（平成28年度） | 3,564                      | 2,252                        | [ 124 ] [ 125 ] |
| 2017年度（平成29年度） | 3,614                      | 2,314                        | [ 126 ] [ 127 ] |
| 2018年度（平成30年度） | 3,270                      | 2,201                        | [ 128 ] [ 129 ] |
| 2019年度（令和元年度） | 3,366                      | 2,288                        | [ 130 ] [ 131 ] |
| 2020年度（令和02年度） | 1,575                      | 1,396                        | [ 132 ] [ 133 ] |
| 2021年度（令和03年度） | 1,769                      | 1,515                        | [ 134 ] [ 135 ] |
| 2022年度（令和04年度） |                            | 1,830                        | [ 136 ]         |
| 2023年度（令和05年度） |                            | 2,068                        | [ 137 ]         |

## 関連書籍
- 『高山線の60年』郷土出版社
  - 1994年12月に高山本線全通60周年を記念して発刊された。蒸気機関車など現在では本線上を走らない列車や取り壊される以前の駅舎などの写真が多数掲載されている。

## 高山本線を題材とした楽曲
- しんや修一『高山本線』（作詞：松原司、作曲・編曲：近藤俊一）
  - 1983年9月にキャニオンレコードよりEP盤にて発売された。2003年9月21日にしんや修一改め鳳しん也名義で同曲がニューアレンジされてCDシングルとして発売される。
- 岩崎ゆうじ『哀愁本線・高山』（作詞：一柳京介、作曲：井川裕多加、編曲：高見弘）
  - 1986年7月21日ラジオシティレコードより発売。
- 山本みゆき『高山本線』
  - 2005年に発売されたシングル『たからもの』のカップリング曲で、上記の曲とは題名が同じだけで内容はまったく違う。
- 正木奈々子『高山本線 旅めぐり』
  - 2014年4月2日クラウン徳間ミュージックより発売。
- 池田輝郎『高山本線』
  - 2017年5月17日キングレコードより発売。